# The Beatles
The Beatles (МФА: [ðə ˈbiː.tlz], рус. Битлз; также группу называют «Ливерпульской четвёркой», Liverpool Four; отдельно участников ансамбля называют «битлами»; в английском языке также распространено упоминание группы как Fab Four — «Великолепная четвёрка») — британская рок-группа из Ливерпуля, основанная в 1960 году, в составе которой играли Джон Леннон, Пол Маккартни, Джордж Харрисон и Ринго Старр. Также в разное время в составе группы выступали Стюарт Сатклифф, Пит Бест и Джимми Никол. Большинство композиций The Beatles создано в соавторстве и подписано именами Джона Леннона и Пола Маккартни. Дискография группы включает 13 официальных студийных альбомов, изданных в 1963—1970 годах, и 211 песен.
Начав с подражания популярным звёздам американского рок-н-ролла 1950-х годов, The Beatles пришли к собственному оригинальному стилю, сценическому образу и звучанию. The Beatles оказали значительное влияние на рок-музыку и признаны одной из наиболее успешных групп XX века, как в творческих, так и в коммерческих достижениях. Многие известные рок-музыканты признают, что стали таковыми под влиянием песен The Beatles. С момента выпуска сингла «Please Please Me/Ask Me Why» в 1963 году группа начала восхождение к успеху, породив своим творчеством глобальное явление — битломанию. Четверо музыкантов стали первой британской группой, песни и альбомы которой завоевали популярность и первые места в хит-парадах США и стран Европы, и с неё началось всемирное признание британских коллективов, а также «ливерпульского» (мерсибит) звучания рок-музыки. Музыкантам группы и их продюсеру и звукорежиссёру Джорджу Мартину принадлежат новаторские разработки в использовании студийных возможностей звукозаписи, комбинирования различных музыкальных жанров, включая симфоническую, джазовую и психоделическую музыку, а также съёмок видеоклипов.
Журнал Rolling Stone поставил The Beatles на первое место в списке величайших исполнителей всех времён. В списке «500 величайших альбомов всех времён по версии журнала Rolling Stone» первое место занимает альбом Sgt. Pepper’s Lonely Hearts Club Band. Группа завоевала десять наград «Грэмми». Все четыре музыканта, в знак признания заслуг перед страной, награждены орденами Британской империи (MBE). По состоянию на 2001 год только в США было продано свыше 163 миллионов экземпляров альбомов и фильмов группы. Общий объём продаж единиц медиаконтента (диски и кассеты), связанного с группой, на этот момент превысил один миллиард экземпляров.
The Beatles прекратили совместную работу в 1970 году, хотя уже по меньшей мере с 1967 года Пол и Джон вели собственные проекты. После распада каждый из музыкантов продолжил сольную карьеру. В 1980 году возле своего дома в Нью-Йорке был убит Джон Леннон, в 2001 году от рака скончался Джордж Харрисон. Пол Маккартни и Ринго Старр продолжают заниматься творчеством, выступают с концертами и создают новые музыкальные произведения.

## Формирование группы

### Предпосылки

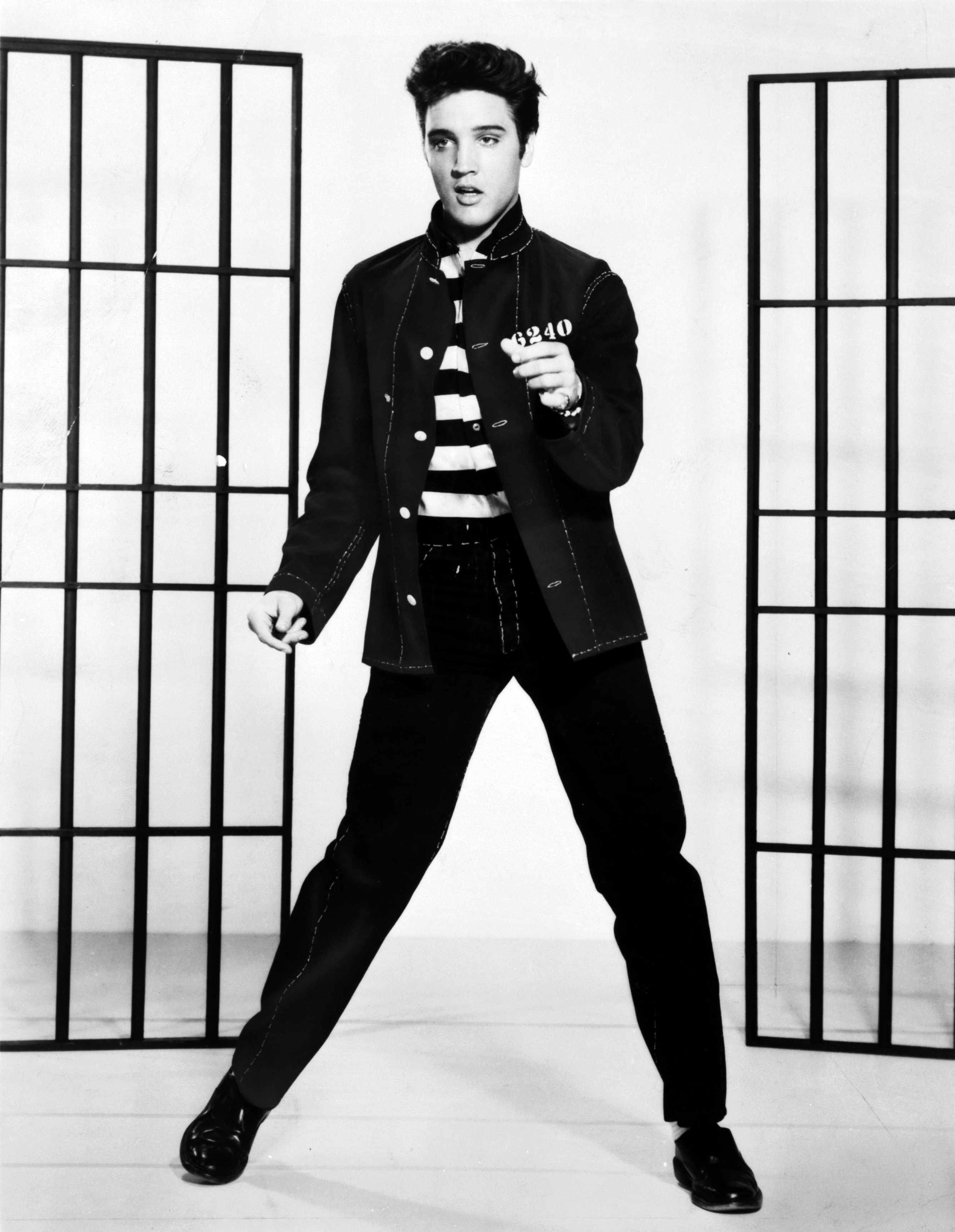
Элвис Пресли — один из музыкантов, чьё творчество наиболее значительно повлияло на Джона Леннона

В середине 1950-х годов популярность во всём мире приобретает рок-н-ролл. Сначала это музыкальное движение силами Литтл Ричарда, Джина Винсента, Эдди Кокрана получило развитие в США. В 1954 году Билл Хейли и его группа Comets записали «Rock Around the Clock», и через год, во многом благодаря фильму «Школьные джунгли», новые ритмы достигают берегов Англии.
В Великобритании особую популярность снискал скиффл — ритмический стиль, берущий начало в джазе, британском фольклоре и кантри. Лонни Донеган, выпустив «Rock Island Line», сделал многое для быстрого распространения скиффла на танцплощадках. Этому также способствовала простота музыкального рисунка и доступность инструментов для исполнения. Повсеместно появляются группы, состоящие из гитары, банджо, губной гармоники и стиральной доски. Будущие битлы, как и тысячи их сверстников, не получив никакого музыкального образования, взяли в руки инструменты, следуя всеобщему музыкальному увлечению. По некоторым оценкам, в Великобритании в 1956—1957 годах было до пяти тысяч любительских скиффл-групп. Как вспоминал Джерри Марсден, лидер группы Gerry and the Pacemakers, для ливерпульских групп был характерен свой стиль: мелодическая основа скиффла, утяжелённая рок-н-ролльными риффами.
Большое влияние на всемирное распространение рок-н-ролла оказал Элвис Пресли, чья дебютная композиция «Heartbreak Hotel» датируется 1956 годом. В феврале 1956 года её услышал по радио юноша из пригорода Ливерпуля Уолтона, ученик школы Quarry Bank Джон Леннон — и заболел этой музыкой. Как вспоминал сам Джон: «до Элвиса ничто не действовало на меня по-настоящему».

### Quarrymen
Ливерпуль — особый город в истории Великобритании. Промышленный центр, крупный порт и место проникновения в страну культурных новинок. Сюда иностранные моряки привозили заграничные товары и, в их числе, самые свежие пластинки из-за океана. Все будущие члены группы происходили из рабочих районов Ливерпуля, из семей со скромным достатком. Если бы не музыка, то, скорее всего, они приобрели бы после школы мастеровую специальность, зарабатывая на жизнь своими руками. Отец Джона был стюардом на торговом судне, а воспитывала и растила его тётя Мими. Отец Пола Маккартни был клерком. Отец Джорджа Харрисона сначала служил моряком, а потом стал водителем автобуса. Отец Ричарда Старки (Ринго Старра) был кондитером.

The Quarrymen выступают на Роузбери-стрит. 1957 год

В начале 1956 года Джон Леннон, впечатлённый музыкой Билла Хейли и Элвиса Пресли, решил организовать собственную группу. В неё вошли школьные приятели Джона: Питер Шоттон, Найджел Уалли, Айвен Вон и некоторые другие. К тому времени Джон немного играл на губной гармонике и банджо и начал осваивать гитару, которую за 17 фунтов купила ему тётя Мими. Первоначально группа называлась The Black Jacks и через неделю была переименована в The Quarrymen — в честь их школы. The Quarrymen играли скиффл и старались походить на тедди-боев. Они выступали на школьных концертах, вечеринках — большей частью за угощение или символическую плату.
6 июля 1957 года, во время концерта в саду церкви Святого Петра, Айвен Вон познакомил Джона Леннона с Полом Маккартни. Джон был впечатлён музыкальными познаниями Пола. Парень владел аккордами, знал слова и умел подбирать на слух последние новинки рок-н-ролла, в частности, такие, как «Twenty Flight Rock» Эдди Кокрана и «Be-Bop-A-Lula» Джина Винсента. Позже Пол вспоминал, что также искренне удивился тому, что Джон играл на гитаре, словно на банджо — брал аккорды только на четырёх струнах. Окончательно Пол покорил своих новых товарищей умением настраивать гитару. Джон некоторое время размышлял о том, стоит ли иметь такого сильного конкурента за лидерство в группе, но через две недели передал Полу приглашение войти в состав The Quarrymen.
Пол Маккартни родился в ливерпульском районе Уолтон, а в 1956 году его семья переехала в Аллертон, недалеко от дома Леннона. Отец Пола немного увлекался игрой на фортепиано, выступая на вечеринках со своим ансамблем. В детстве Полу подарили трубу. Повальное увлечение скиффлом и рок-н-роллом настигло Маккартни в четырнадцатилетнем возрасте. Тогда он попросил отца купить гитару и практически не расставался с ней.
Леннон почти не уделял времени учёбе и имел репутацию главного хулигана школы. В противоположность ему, Пол легко учился, с отличием сдал экзамены и поступил в престижную ливерпульскую школу. В отличие от бунтаря Джона, Пол с раннего детства обладал даром мирно улаживать житейские конфликты. Пол и Джон много времени проводили вместе, часто прогуливали уроки и репетировали дома у Джона. С того момента, как Пол начал осваивать гитару, он сразу стал пытаться сочинять песни. Свои первые опыты Пол показал Джону, который до их знакомства композицией не увлекался. Между молодыми людьми возникла атмосфера конкуренции и Джон, дабы утвердиться в качестве лидера группы, тоже взялся за сочинение музыки. В 1958 году в автокатастрофе погибла мать Джона — Джулия. За два года до этого скоропостижно скончалась от рака мама Пола. Смерть родителей очень сблизила юношей.
Весной 1958 года для эпизодических выступлений, а с осени — на постоянной основе к ним присоединился друг Пола, Джордж Харрисон. Он уже успешно пытался играть в нескольких группах, но Джорджу было только 15 лет, и поэтому Джон поначалу с сомнением отнёсся к его появлению в составе. Несмотря на возраст, парень подошёл всем по характеру и показал приличный класс игры на инструменте. Кроме этого, родители Джорджа терпимо относились к громкой музыке, и ребята могли репетировать дома у Харрисонов. Джордж первым и принёс моду на длинные волосы (в его большой семье даже постричься вовремя было проблемой). Именно эти трое стали основным костяком группы, для остальных же участников Quarrymen рок-н-ролл был временным увлечением, и вскоре они отпали от коллектива.

### Появление The Beatles
К 1959 году название The Quarrymen уже не имело никакого отношения к членам группы. Пол и Джордж учились в школе, а Джон поступил в художественный колледж. Был момент, когда группа даже была близка к распаду — Харрисон на несколько месяцев покинул коллектив и присоединился к команде The Les Stewart Quartet, но 29 августа они снова объединились. Некоторое время The Quarrymen репетировали и играли в клубе Jacaranda, тогда же они, наконец, обзавелись первыми электрогитарами и десятиваттным усилителем. Хозяин клуба Аллан Уильямс начал частично исполнять обязанности менеджера группы. Полноценным менеджером или промоутером его было назвать сложно — в клубе играло много групп, и The Quarrymen были лишь одной из них.

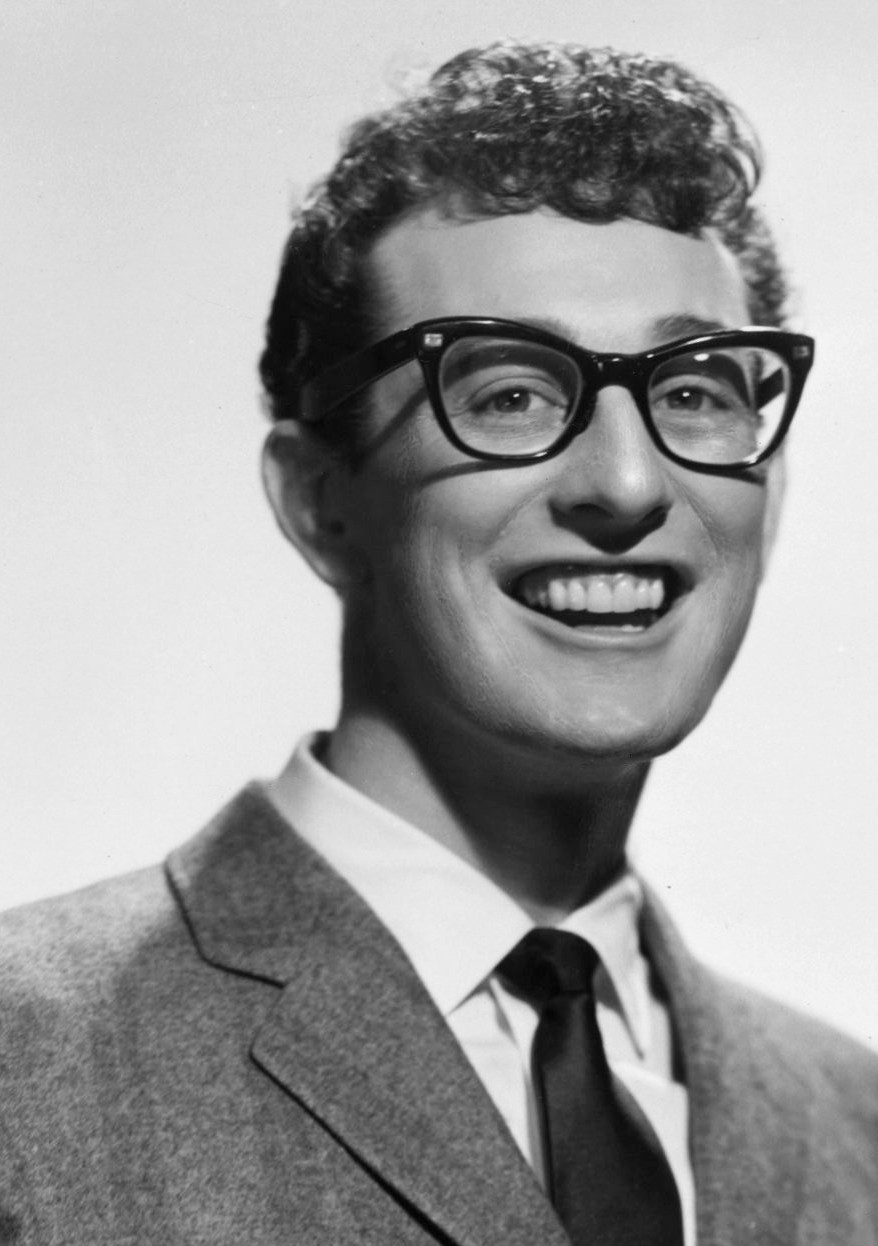
Бадди Холли (1936—1959), чьё влияние на будущих битлов Леннон вспоминал так: «Когда мы с Полом начинали писать песни, то сочиняли их в тональности ля мажор, так как верили, что это „тональность Бадди Холли“»

К тому времени группа активно пыталась участвовать в клубной и концертной жизни Ливерпуля и окраин. Музыканты часто меняли название. В октябре 1959 года ребята выступили под названием Johnny and the Moondogs в ливерпульском конкурсе молодых талантов, который проводил Кэрролл Льюис. По итогам они были приглашены на заключительный тур в Манчестер, но не смогли принять участие по весьма банальной причине — не было средств оплатить ночлег. На другом концерте они назвали себя Rainbows. Постоянные перемены названия происходили из-за того, что промоутеры находили имя слишком коротким и «неброским»; кроме того, у большинства групп название было более длинным и обычно содержало имя лидера. Название Beatals, Silver Beats, Silver Beetles, Silver Beatles и, наконец, The Beatles появилось в апреле 1960 года. До сих пор нет однозначного ответа, кто именно придумал это слово. Согласно воспоминаниям участников группы, авторами считаются Сатклифф и Леннон, которые были увлечены идеей придумать название, имеющее одновременно разные значения. За пример была взята группа Бадди Холли The Crickets («сверчки», однако для англичан был и второй смысл — «крикет»). Слово beatles, если произносить, также отсылало к насекомым «beetles» («жуки»), но если видеть его напечатанным, то сразу бросался в глаза корень «beat» (как бит-музыка).
Во время учёбы в художественном колледже Леннон познакомился и подружился со Стюартом Сатклиффом и в январе 1960 года привёл его в группу. Стюарт получил на выставке картин премию в 65 фунтов, и Джон распорядился этими деньгами так, как посчитал нужным, — потратил их на покупку бас-гитары, которой остро не хватало группе. Ребята приобрели инструмент марки Höfner President. Стюарт играть совершенно не умел — вообще ему пророчили блестящую карьеру художника. Тем не менее он стал бас-гитаристом и четвёртым членом группы.
Родители ребят полагали, что они учатся, готовятся к самостоятельной жизни и рабочей специальности, но их увлекала только музыка. Лишь родители Джорджа (особенно мама) искренне поддерживали его увлечение музыкой. Группа получала всё больше и больше предложений выступить — как правило, в пабах и маленьких клубах, порой и в весьма сомнительных заведениях. Был момент, когда группа аккомпанировала выступлениям исполнительниц стриптиза в ночном клубе The New Cabaret Artists Club. Когда играть приходилось на обычных танцевальных вечерах, драки и поножовщина по окончании выступления были вполне обычным делом.
В апреле 1960 года Ливерпуль посетил известный британский импресарио Лари Пернес, который искал аккомпанирующие и разогревающие группы для будущих гастролей Билли Фьюри — тогдашней английской поп-звезды. Прослушивание кандидатов проходило в Jacaranda, но Silver Beetles не удостоились приглашения на первую сессию — у них не было ни ударной установки, ни барабанщика. На второй сессии музыкантам удалось его позаимствовать на время, и они всё-таки получили заветный ангажемент на семь концертов к другому исполнителю.
Проигнорировав экзаменационный период в своих учебных заведениях, Silver Beetles отправились в первое турне по Шотландии, в качестве аккомпанирующей группы для певца Джонни Джентла. Турне закончилось конфузом. В одной из поездок фургон попал в небольшую аварию, и больше всех пострадал временный ударник Томми Мур, получивший сотрясение мозга. Далее ребята рассорились с менеджером Пернесом, задержавшим оплату отыгранных концертов, и вернулись раньше времени в Ливерпуль. Зато после этих неудачных гастролей группа наконец обзавелась собственной ударной установкой, хотя ударника у них так и не было. Случалось даже, что во время концертов они приглашали кого-нибудь из зала постучать на барабанах. После возвращения из Шотландии The Beatles стали играть в клубе Casbah, которым владела мать Пита Беста.
После расцвета в середине 1950-х годов всемирная популярность рок-н-ролла в начале 1960-х годов пошла на спад. В Великобритании в то время в зените славы был Клифф Ричард и The Shadows. В Ливерпуле, тем не менее, заокеанский рок-н-ролл продолжал править бал. The Beatles постепенно уходили от акустического стиля скиффл, играя более жёсткий электрический бит и ритм-энд-блюз. Их мастерство как музыкантов росло, хотя они продолжали оставаться одной из многих безвестных городских групп, играющих «на танцах». Первые шаги группы в поп-музыке были связаны с копированием композиций и стиля заокеанских кумиров, но в это время в репертуаре начинают появляться свои песни. За два первых года Леннон и Маккартни успели написать около ста композиций, и некоторые из них вошли в более поздние альбомы («Love Me Do», «One After 909», «When I'm Sixty-Four» и другие). Ещё до прихода большой популярности Джон и Пол договорились, что подписываться под песнями будут вдвоём, независимо от того, кто и что написал. После 1963 года они уже достаточно редко сочиняли песни именно вдвоём, но все их композиции, записанные для The Beatles, подписаны Lennon—McCartney.

### Гамбург (1960—1961)
Аллан Уильямс искал любую возможность для развития музыкального бизнеса и, пытаясь сосватать группы из своего клуба в какой-нибудь проект, отправился в Лондон. В начале 1960-х годов британские коллективы стали весьма популярны в Гамбурге. Тони Шеридан и его группа, а после них и ливерпульцы Derry and The Seniors имели успех в клубах немецкого порта. Контракты этих групп закончились, и Бруно Кошмидер, содержавший клуб Kaiserkeller в гамбургском квартале красных фонарей Репербан, прибыл в Лондон присмотреть новинки английского рок-н-рола. Уильямс и Кошмидер случайно встретились в столице, и Аллан сообщил, что у него есть на примете множество ливерпульских групп.
Уильямс предложил немцу The Beatles. Группа без постоянного ударника была не лучшим выбором, но случилось так, что все остальные серьёзные ливерпульские коллективы оказались на тот момент связаны обязательствами. Так летом 1960 года группа, которая уже приобрела своё окончательное название, получила приглашение играть в Гамбурге. Это вынудило The Beatles в срочном порядке искать барабанщика, чтобы соответствовать профессиональному контракту. В августе 1960 года Пол Маккартни связался с Питом Бестом (до этого он играл в ливерпульской группе The Blackjacks) и предложил ему войти в состав. 16 августа группа покинула Англию, а уже на следующий день состоялся их первый концерт в гамбургском клубе Indra, в котором группа играла до октября. После жалоб соседей на слишком громкую музыку квинтет переехал в другой клуб. С октября и до конца ноября они играли в клубе Kaiserkeller.

The Beatles с Питом Бестом, 1961

График выступлений был предельно жёстким: как правило, в клубе один час играла одна группа, другой час — другая, на протяжении 12 часов. Получали The Beatles в 1960 году по 2,5 фунта в день на каждого. В Kaiserkeller The Beatles впервые довелось петь и танцевать на по-настоящему большой сцене. Всё предыдущее время на вечеринках и танцах музыканты играли на таких маленьких площадках, где даже развернуться было тяжело. При этом жили они в одной тесной комнате, располагавшейся в здании кинотеатра. Их репертуар был достаточно разнообразен. Помимо рок-н-роллов (они исполняли песни из альбомов Литл Ричарда, Чака Берри, Карла Перкинса и других), они играли блюзы, ритм-энд-блюзы, народные песни, старые эстрадные и джазовые номера, модифицируя их в стилистику рок-н-ролла. Иногда обычные песни в формате рок-н-ролла превращались в получасовые импровизации; при этом группа обнаружила, что немцам особенно нравилась громкая и напористая игра. Свои собственные песни The Beatles не исполняли, так как, по их признанию, не было стимула — в окружающей современной музыке было достаточно подходящего материала. Именно такая каждодневная работа и способность играть музыку любого жанра стали определяющими факторами в становлении мастерства The Beatles.
В октябре 1960 года состоялась первая запись пластинки с участием The Beatles. Диск был не их, а группы Rory Storm and the Hurricanes, и The Beatles приняли участие в записи скорее как сессионные музыканты. Тогда впервые Пол, Джон и Джордж сыграли с ударником Rory Storm Ринго Старром.

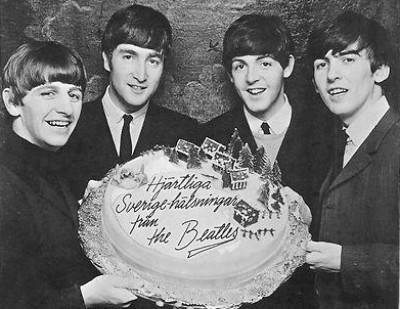
The Beatles с Ринго Старром, 1963

В Гамбурге участники ансамбля познакомились с группой студентов местного арт-колледжа — Астрид Кирхгерр и Клаусом Форманом, сыгравшими значительную роль в истории группы. Кирхгерр вскоре стала подругой Сатклиффа, и именно она предложила (правда, в следующий приезд The Beatles в Гамбург, весной 1961 года) новые причёски — волосы, зачёсанные на лоб и уши, а чуть позднее — пиджаки без воротников и лацканов по моде Пьера Кардена. Все эти новшества сначала опробовал на себе Сатклифф, и только затем они перенимались всей группой. Астрид провела и первую профессиональную фотосессию с The Beatles.
Первые гастроли в Гамбурге закончились раньше, чем планировалось. Кошмидер собирался продлить контракт и на 1961 год, но The Beatles, не уведомив антрепренёра, дали концерт у конкурента — в клубе Top Ten. Кошмидеру такой поворот событий не понравился. Воспользовавшись формальным поводом (случайный небольшой пожар в кинотеатре, где ночевали битлы), он препроводил Пола и Пита в полицию. 30 ноября их депортировали в Англию. Ещё раньше депортировали несовершеннолетнего Джорджа. Джон был вынужден также покинуть Германию. Самый ценный элемент аппаратуры группы — усилитель — Джон вёз на ремнях за своими плечами. Первые зарубежные гастроли на том закончились. Тем не менее, в декабре 1960 года в Ливерпуль вернулась уже другая команда. Они демонстрировали гораздо более зрелую игру и знали, как овладеть вниманием аудитории. «500 часов на сцене Гамбурга выковали стиль, который покорит весь мир», — написал биограф группы Марк Льюисон.
The Beatles оказались в числе самых активных и амбициозных местных команд, соперничающих по репертуару, звуку и количеству поклонников. Все ливерпульские группы играли почти одни и те же (американские) песни, и конкуренция шла по принципу: кто какую песню первым «откроет» и сделает «своей». Лидерами тогда считались Rory Storm and the Hurricanes, они играли в лучших клубах Ливерпуля, а также Гамбурга.
В апреле 1961 года группа отправилась на вторые гастроли в Гамбург, где выступала три месяца в клубе Top Ten. Именно в Гамбурге состоялась первая запись, где The Beatles сами исполняли композиции. Их пригласили в качестве аккомпанирующего ансамбля для певца Тони Шеридана, который пытался завоевать известность как исполнитель рок-н-ролла для западногерманского рынка. Запись проходила под руководством Берта Кемпферта, который и отобрал The Beatles. Во время записи группе позволили записать две композиции из числа своих собственных. Итогом работы стал вышедший в августе 1961 года в Германии под лейблом Polydor сингл «My Bonnie / The Saints», с указанием исполнителей — Тони Шеридан и The Beat Brothers. Так для немецкого рынка, для благозвучности, были названы The Beatles.
По окончании гастролей Сатклифф решил остаться в Гамбурге с Кирхгерр и, таким образом, прекратить свою музыкальную деятельность в группе. Через год, 10 апреля 1962 года, Сатклифф скончался в Гамбурге от кровоизлияния в мозг. Некоторое время на бас-гитаре играл Чез Ньюби, и затем инструмент окончательно перешёл к Маккартни. После вторых гамбургских гастролей Пол скопил достаточно денег для вполне профессионального инструмента, бас-гитары Höfner в форме скрипки, ставшей впоследствии одним из символов группы.

### Cavern

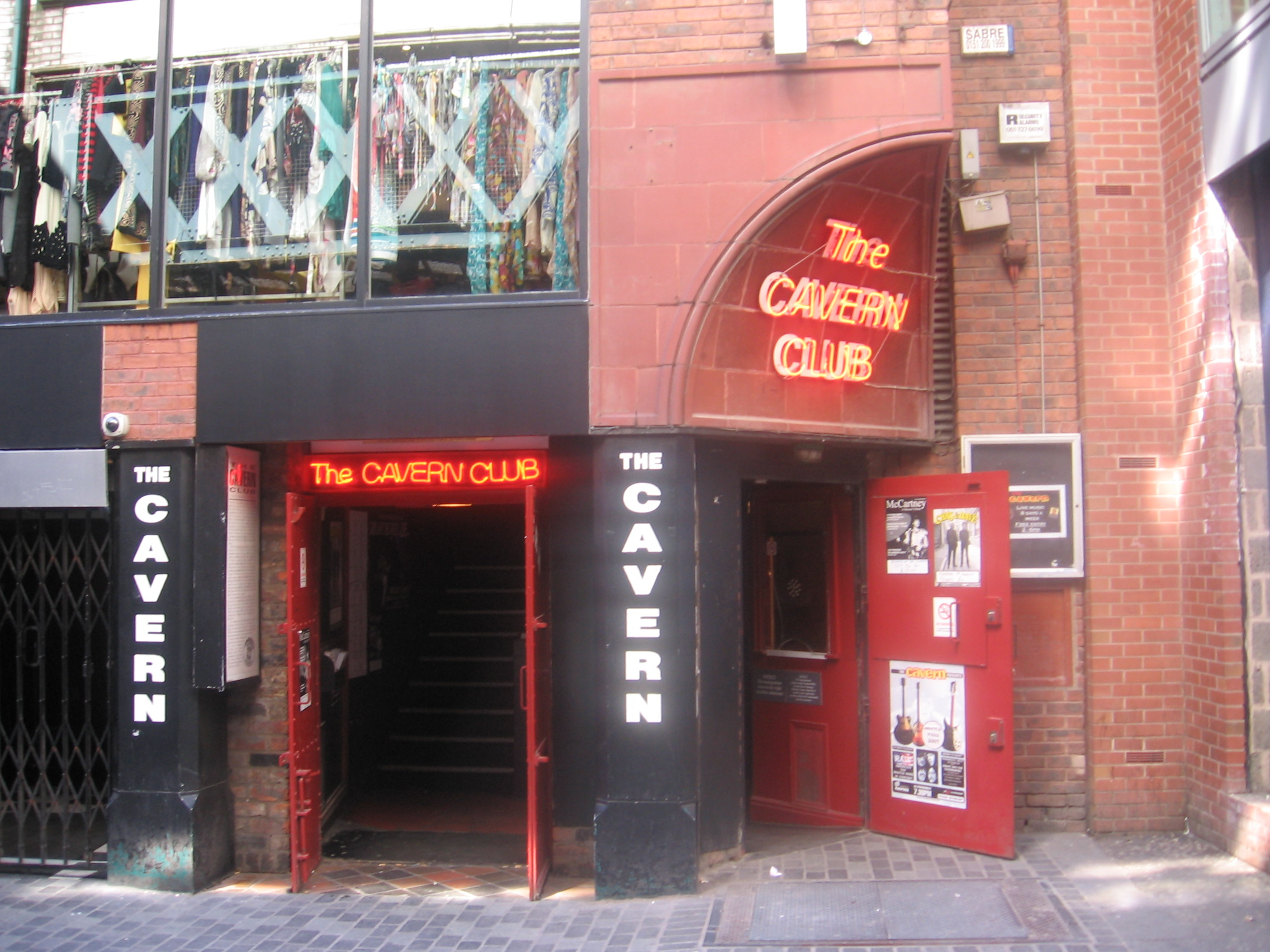
Клуб «Cavern» в Ливерпуле

Важным моментом в биографии группы исследователи считают концерт в ратуше Литерланда в декабре 1960 года, когда возмужавшие после гамбургских гастролей The Beatles обратили на себя внимание местной публики и ведущих антрепренёров города.
Начиная с 1961 года, известность квартета в пределах Ливерпуля непрерывно растёт. После гастролей в Гамбурге они обходят тогдашних лидеров ливерпульской рок-музыки Cass and Cassanova's и Rory Storm and the Hurricanes. В отличие от большинства местных групп, которые в основном копировали манеру The Shadows, Клиффа Ричарда и американских исполнителей рок-н-ролла, у Beatles появился собственный стиль и звучание. Впоследствии критики стали использовать термин «мерсисайдское звучание», по названию графства, где находится Ливерпуль. У группы всё ещё не было постоянного менеджера, который бы мог управлять промоушеном и концертной деятельностью. Аллан Уильямс не был связан сколько-нибудь серьёзными обязательствами с группой.
С февраля 1961 года эпизодически, а с августа регулярно, The Beatles стали выступать в ливерпульском клубе Cavern. Немалую роль здесь сыграла мать Пита Беста — Мона Бест, управляющая одного из клубов, где играли The Beatles, а также диск-жокей Cavern Боб Вулер, хорошо знавший ребят по Гамбургу. Они настояли на том, чтобы хозяин Cavern мистер МакФол прослушал группу, и тот, вполне удовлетворённый результатами, предложил им контракт. Клуб до того имел репутацию заведения, где, главным образом, исполняли джаз, но новые ритмы брали своё. Раньше в этом месте находился плодоовощной склад в полуподвальном помещении. Его удалось превратить в популярное музыкальное заведение, хотя фешенебельным его назвать было сложно: маленькая деревянная сцена, тусклое освещение и отсутствие нормальной вентиляции. Всего на сцене Cavern в 1961—1963 годах The Beatles выступили 262 раза, последнее выступление состоялось 3 августа 1963 года.
За своё первое выступление во время ланча они получили пять фунтов, за последнее — триста. До августа 1963 года Cavern был «вторым домом» для The Beatles. Атмосфера в клубе была непринуждённая. Музыканты, прерывая песни, обменивались с аудиторией малопристойными шутками; прямо на сцене курили, ели и пили. По мнению историков и биографов, именно в «Cavern» The Beatles отшлифовали свой талант. Там появилась большая и сплочённая группировка поклонников, в основном девушек-подростков, стремившаяся подражать своим кумирам. Заметной стала индивидуальность каждого члена группы. Наибольшей популярностью у женского пола пользовался обладатель самой эффектной внешности — Пит Бест. Однако и у двух противоположностей, бунтаря Джона и пай-мальчика Пола, фанатов было достаточно.
В 1961 году, будучи в Англии, The Beatles давали концерты в клубах «Cavern» и «Casbah». Их стали регулярно приглашать на самые престижные сцены города: ратушу Литерланд и театр Liverpool Empire Theatre. The Beatles по-прежнему оставались популярными только в двух городах: Ливерпуле и Гамбурге, где на тот момент достигли предела своего развития.

### Брайан Эпстайн

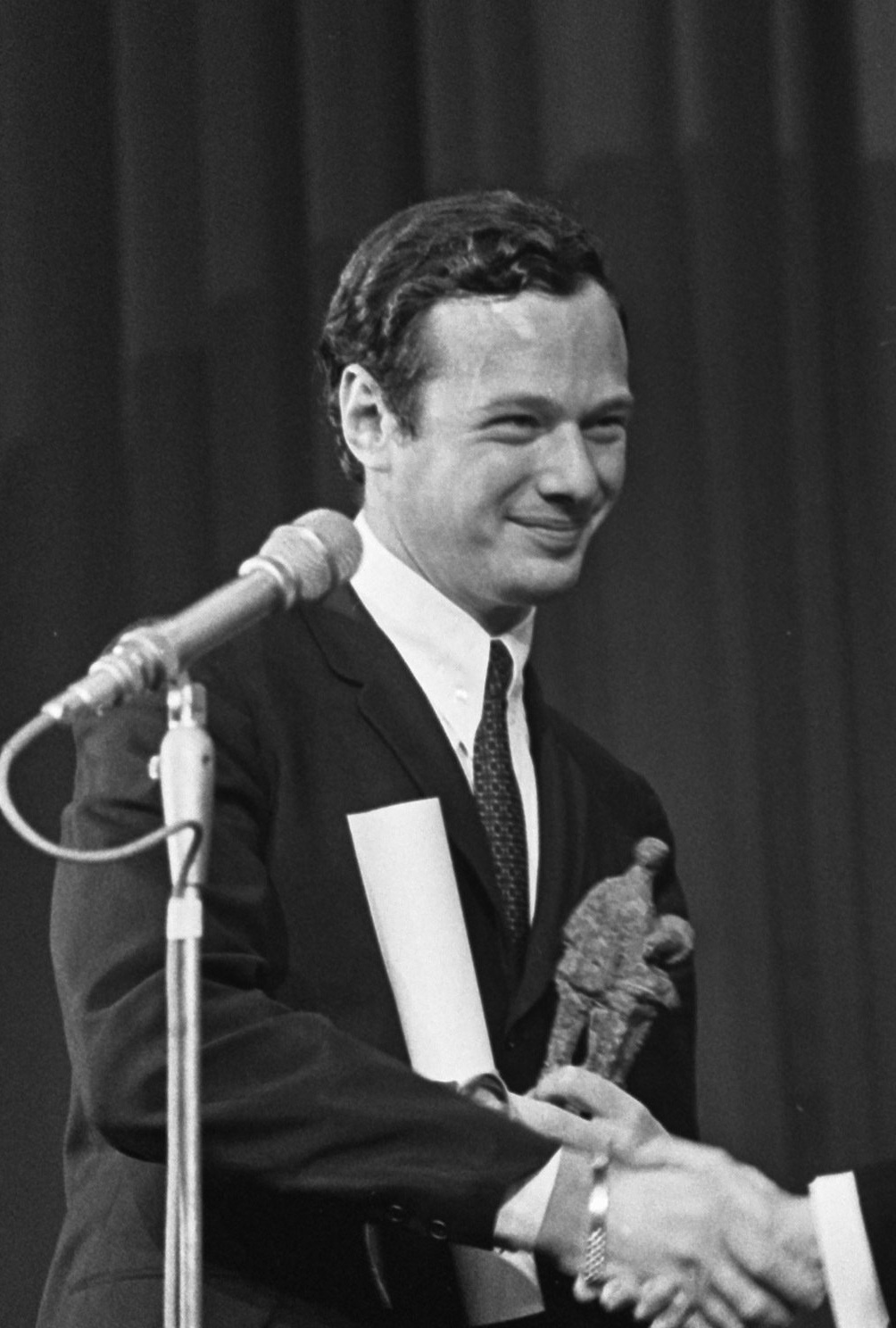
Брайан Эпстайн в 1965 году

28 октября 1961 года в 15:00, в музыкальный магазин «NEMS» на Уайтчепел, где за прилавком стоял хозяин заведения Брайан Эпстайн, зашёл молодой человек по имени Курт Раймонд Джонс (история сохранила имя первого битломана) и попросил пластинку «My Bonnie» в исполнении группы The Beatles. Брайан принёс свои извинения покупателю — он никогда не слышал о такой группе, хотя сам считал, что неплохо разбирается в музыке Мерсисайда. На следующий день пластинку спросили ещё раз, и Эпстайн попытался справиться о группе в альманахе Record Retailer, но и там её не обнаружил. Брайан обзвонил знакомых, и редактор газеты Mersey Beat Билл Харри указал Эпстайну на пробелы в его «образовании»: The Beatles — британская и, более того, ливерпульская команда (Эпстайн думал поначалу, что немецкая), и фото лучшей группы города было размещено на первой полосе ведущего музыкального издания города. Эпстайн тогда не особенно интересовался молодёжной музыкой — его больше привлекал театр и классика. Харри сообщил Эпстайну, что группа играет в популярном клубе «Cavern», находившемся всего в паре сотен метров от его музыкального магазина. Как вспоминал Эпстайн, после первого же посещения клуба он был совершенно «околдован» музыкой The Beatles. После личной встречи его также подкупило человеческое обаяние музыкантов и присущее им чувство юмора. Эпстайн стал заходить по вечерам в клуб, и постепенно у него возникла идея стать менеджером многообещающей группы.
Эпстайн начал наводить справки о том, как можно стать менеджером группы, и в чём суть такой работы. Он выяснил, что Алан Уильямс и Polydor не имеют договорных обязательств с The Beatles. 3 декабря 1961 года Эпстайн пригласил ребят в свою контору в магазине на Уайтчепел, чтобы обсудить возможность совместного ведения дел. Респектабельный вид Эпстайна произвёл большое впечатление. Наиболее весомым было обещание Эпстайна сделать всё для того, чтобы записать группу на известном музыкальном лейбле. От лица всей группы Леннон подтвердил согласие, и они подписали первый контракт, согласно которому Эпстайн будет вести их дела и получать за это 25 % от сборов.
Опытный организатор сразу взял в свои руки концертную деятельность The Beatles и навёл порядок в их расписании, репертуаре и поведении на сцене и за её пределами; начал грамотную работу с ливерпульской прессой. Появление на публике, программа песен на вечер, артистический образ — всё было проанализировано и пересмотрено. Эпстайн уговорил ребят избавиться от кожаных курток и джинсов и во время выступлений носить сценические костюмы.

 Брайан аккуратнейшим образом расписал, что мы должны были делать, и от этого всё показалось более реальным. Пока не появился Брайан, мы жили как во сне. Толком не знали, что мы делаем, где согласились играть. Когда мы увидели всё это на бумаге, наша деятельность приобрела смысл официальной работы.— Джон Леннон

## Расцвет (1962—1966)

### Первый контракт
«Пол выводил мелодию, а Джон вторил ему специфическим голосом, ясно различимым, с чуть гнусавым тембром, чему суждено было стать фирменным знаком их раннего звука. И тут вдруг меня осенило: я же слушаю группу. Я должен был принять их как группу и записывать как группу. Эта отчётливая гармония, это удивительное смешение звука — вот в чём была изюминка. Это было именно то, что мне смутно помнилось по демозаписям… Тут слышалось эхо The Everly Brothers и старых героев блюза, Элвиса Пресли и Чака Берри, но было ещё и нечто совершенно новое, нечто английское, нечто, что представляло Ливерпуль, нечто The Beatles».
Используя свои связи в мире шоу-бизнеса, Эпстайн немедленно начал попытки организовать контракт с серьёзной звукозаписывающей фирмой. Первым делом ему удалось добиться прослушивания в Decca Records, которое было назначено на 1 января 1962 года. Утром первого дня нового года четвёрка и Эпстайн прибыли в Лондон на запись и прослушивание. Результата пришлось ждать больше месяца, и он оказался негативным. Руководство компании не проявило интереса к материалу. Эпстайн получил отказ с формулировкой: «группы гитаристов выходят из моды». Впрочем, нельзя сказать, что общение с Decca было совсем бесполезным. Музыканты получили две бобины студийной записи пятнадцати песен группы, из которых три были сочинены самими исполнителями. До того у Эпстайна было несколько роликов записей The Beatles в Cavern довольно низкого качества.
В феврале 1962 года состоялась первая запись The Beatles для радио «Би-би-си». В апреле The Beatles отправились в третье турне в Гамбург в ранге лучшей рок-группы Ливерпуля. Незадолго до тура они подтвердили своё звание в опросе, проведённом городской газетой «Mersey Beat». Во время выступления в театре Playhouse (Манчестер) члены группы надели свои первые концертные костюмы — характерные пиджаки со сведёнными «на ноль» лацканами и отутюженные брюки.
Членами группы стало овладевать некоторое разочарование — Эпстайн безуспешно обивал пороги крупнейших фирм. Pie, HMV, Columbia последовательно отказывали ему. Пока группа была в Гамбурге на очередных гастролях, уже почти потерявший надежду Эпстайн наконец добился своего. Прослушавшему предварительные материалы издателю Сиду Колману понравилось звучание, и он обратился к Джорджу Мартину, руководителю департамента A&R лейбла «Parlophone», который принадлежал компании EMI. Блестяще музыкально образованный выпускник консерватории по классу фортепиано, Мартин имел в компании репутацию интеллектуала и оригинала. В то время Мартин больше занимался музыкальными и аудиоспектаклями на радио.
9 февраля 1962 года Мартин ознакомился с материалами, которые принёс Эпстайн. Он оценил неплохую технику игры на гитаре Джорджа и заметил, что лидер группы — это, вероятно, Пол. В целом, плёнка произвела благоприятное впечатление. Наконец-то столь серьёзная фигура в звукозаписывающем бизнесе проявила неподдельный интерес к группе. Мартин захотел услышать профессионально записанное выступление The Beatles и пригласил квартет на прослушивание в лондонскую студию № 3 в Сент-Джонс-Вуд. 9 мая Эпстайн послал в Ливерпуль телеграмму:

Ребята, мои поздравления. «EMI» заказала сессию звукозаписи. Пожалуйста, отрепетируйте новый материал.Оригинальный текст (англ.)Congratulations boys. EMI request recording session. Please rehearse new material.— 
Компания Parlophone была известна в узкой нише рынка: музыкальных спектаклей, разговорного и комедийного жанра. Она искала возможности расширения сферы влияния. В её портфолио в то время не было таких громких исполнителей, как Клифф Ричард (который работал под лейблом Decca), и талантливая молодёжь пришлась весьма кстати.
31 мая The Beatles вернулись с гастролей в Гамбурге, а 6 июня состоялось прослушивание и запись четырёх песен. Как вспоминал Мартин, поначалу, оценив материал, он было подумал о клише — найти в группе солиста и сделать его звездой на манер Элвиса Пресли или Томми Стила. Леннон и Маккартни обладали неплохим вокалом, и Мартин не знал, кого выбрать. В результате Мартин пришёл к несколько неожиданному решению: петь в группе будут все.
В конце июля 1962 года Мартин подтвердил то, что «Parlophone» готова заключить контракт с The Beatles сроком на один год и выпустить не менее четырёх синглов. Предстояла и трудная перемена, на которой настаивал Мартин — замена ударника. Дело к этому шло давно — уровень игры Беста был уже недостаточен для классной группы. Независимо от мнения Мартина, к тому же решению уже пришли и сами члены группы. Отчётливо проблема проявилась во время студийной записи: Бест был не в состоянии держать размер. Менять полноправного члена, когда коллектив был на пороге успеха, было неприятно, но неизбежно. Сообщить тяжёлую новость Питу выпало Брайану Эпстайну. Кандидатуру Ринго Старра предложил Джордж. Знали его достаточно давно, Ринго принимал участие в записи пластинки My Bonnie и один раз заменял приболевшего Беста во время выступлений в «Cavern». После недолгих переговоров, 16 августа 1962 года бывший барабанщик Rory Storm and The Hurricanes присоединился к The Beatles.
В сентябре квартет снова прибыл в Лондон на следующую сессию. На этот раз записали «Love Me Do» Пола и Джона, а также «How Do You Do It?» Митча Мюррея. Ринго Старр на записи сингла нервничал и никак не мог выдать результат, который бы понравился Мартину — каждый раз получалось по-разному. Дело дошло до третьей сессии, что уже было совсем нехарактерно для безвестной группы, записывающей свой дебютный сингл. При записи «P.S. I Love You» Старра заменил сессионный ударник, которого пригласила студия, а Ринго играл на маракасах и тамбурине. Джордж Мартин отметил, что «Love Me Do» и, в особенности, «Please Please Me» — это потенциально будущие хиты группы. Мартин только предложил, что первоначальный вариант, когда «Please Please Me» играли в медленном темпе, не годится и её необходимо исполнять гораздо быстрее. От стандартного подхода — пригласить для сочинения музыки профессионального композитора — Мартин сразу отказался. The Beatles были полны идей, и сами без проблем справлялись с этой задачей.
Сингл «Love Me Do/P.S. I Love You» вышел 5 октября 1962 года, достиг семнадцатого места в хит-параде, что можно было расценить как успех начинающей группы, тем более с собственной песней. Согласно широко распространённому мнению, Эпстайн способствовал раскрутке сингла тем, что на свои деньги скупил десять тысяч экземпляров. Однако сам Эпстайн данную информацию не подтверждал.
Прорыв произошёл на рубеже 1962 и 1963 года. Первое выступление The Beatles по телевидению состоялось 17 октября 1962 года в программе People and Places, которая транслировала их концерт в Манчестере, отснятый телекомпанией Granada Television. 26 ноября был записан и 11 января вышел в свет сингл «Please Please Me / Ask Me Why». Тогда же в январе The Beatles исполнили хит в популярной передаче Thank Your Lucky Stars, транслировавшейся на всю страну. В соответствии с предсказаниями Джорджа Мартина, «Please Please me», по оценкам различных журналов, прорвался на первые и вторые места в хит-парадах (единого национального хит-парада в начале 1963 года Британия не имела). По мнению критика ресурса allmusic Ричи Антербергера, именно «Please Please me» стал прототипом будущих композиций, очаровывающих своей гармонией и мелодией слушателей с первого раза.
Четвёрке предстояло пережить сложный год — они уже переехали из Ливерпуля в Лондон, где у них не было ни одного свободного дня. 11 февраля 1963 года The Beatles в один приём, всего за 10 часов, записали весь материал для дебютного альбома Please Please Me. Так, через три месяца после выпуска одноимённого сингла (22 марта), The Beatles выпустили свою первую долгоиграющую пластинку, которая 12 апреля возглавила на шесть месяцев национальный хит-парад (наконец-то появившийся). Альбом был смикширован из собственных песен группы за авторством Леннона — Маккартни и кавер-версий их любимых песен-шлягеров, принадлежавших известным в то время исполнителям. Вышедший 11 апреля сингл «From Me to You / Thank You Girl» через неделю занял первое место в хит-парадах. В феврале 1963 года в лондонской «Evening Standard» появилась заметка о The Beatles — первое серьёзное упоминание в центральной прессе. Начиная с мая, британская музыкальная пресса начала регулярно писать о The Beatles.
Сразу после выхода Please Please Me группа впервые отправилась в турне по стране вместе с Хелен Шапиро. В мае — июне The Beatles сопровождали в концертном туре по Англии Роя Орбисона — они пока ещё не считались «первой скрипкой». Тем не менее, растущая популярность брала своё — знаменитый американец оказался на вторых ролях, публика шла на ливерпульскую четвёрку. Постепенно формировалась гастрольная и концертная команда. Дик Джеймс занял место издателя, и он же договорился о первом выступлении The Beatles по национальному телевидению. Нил Аспиналл и Мэл Эванс продолжили исполнять роль телохранителей и организаторов концертов. Появление на публике теперь становилось проблемой. Прорываться от машины к входной двери и обратно после концерта через толпу фанатов становилось всё труднее.

### Битломания

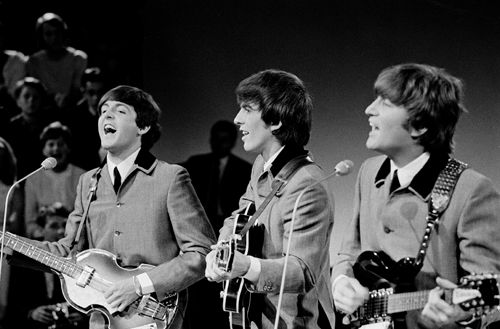
Выступление для телевидения Голландии. 1964 год

В августе 1963 года The Beatles выпустили свой четвёртый сингл «She Loves You / I’ll Get You». Большинство историков связывают именно это событие с началом национального и всемирного бума популярности группы. Популярности, перешедшей за рамки музыкального и культурного явления в социальную и политическую сферу. Явления, которое позже назвали битломанией.
К моменту выхода «She Loves You / I’ll Get You» поклонники группы разместили свыше полумиллиона заказов на пластинку. Первое место по продажам среди долгоиграющих пластинок занимала Please Please Me, на первые же места вышли и «Twist and Shout», и сингл «She Loves You / I’ll Get You». Успех группы, наконец, состоялся, но масштабы происшедшего превзошли ожидания Брайана Эпстайна. 13 октября 1963 года в прайм-тайм состоялся эфир самого популярного в Великобритании шоу — трансляция из лондонского концертного зала Палладиум (Sunday Night at the London Palladium). Толпы фанатов осадили здание и близлежащие улицы, заблокировав работу общественного транспорта. Программу посмотрело свыше 13 миллионов зрителей. Репортажи о The Beatles уже занимали место не только в музыкальной прессе, а первые полосы центральных газет.
С 24 по 29 октября 1963 года прошли первые зарубежные гастроли (помимо Гамбурга). В Швеции The Beatles ждал настоящий триумф, и их пребывание детальнейшим образом освещалось центральной прессой обеих стран. Сами музыканты осознали масштабы битломании, только когда увидели, какая толпа фанатов, несмотря на проливной дождь, ждала в лондонском аэропорту их прилёта из Швеции. Отныне практически каждый их концерт сопровождался очередями и беспорядками. Консервативная Daily Telegraph, в номере от 2 ноября 1963 года, написала о массовой истерии, сопровождающей концерты группы. Причёски и костюмы «под Beatles» завоевали всеобщую популярность у подростков.
4 ноября состоялся ещё один концерт в Лондоне — в театре Принца Уэльского. Здесь собралось, главным образом, высшее общество — концерт был благотворительным. Перед исполнением последней песни Леннон обратился к публике с фразой, которая попала в заголовки газет:

Те, кто сидит на дешёвых местах, хлопайте в ладоши. А остальные, — (жест в сторону королевской ложи) — просто побренчите своими драгоценностями Оригинальный текст (англ.)Would the people in the cheaper seats clap your hands? And the rest of you, if you'll just rattle your jewellery.— Джон Леннон
После выступления группа удостоилась аудиенции у Королевы-матери.
В ноябре The Beatles выпустили свой пятый сингл «I Want to Hold Your Hand / This Boy», и он немедленно занял первое место. Также в ноябре вышел второй долгоиграющий альбом группы With The Beatles. Предварительных заказов на него было размещено свыше 270 000.

### Гастроли в США и во всём мире

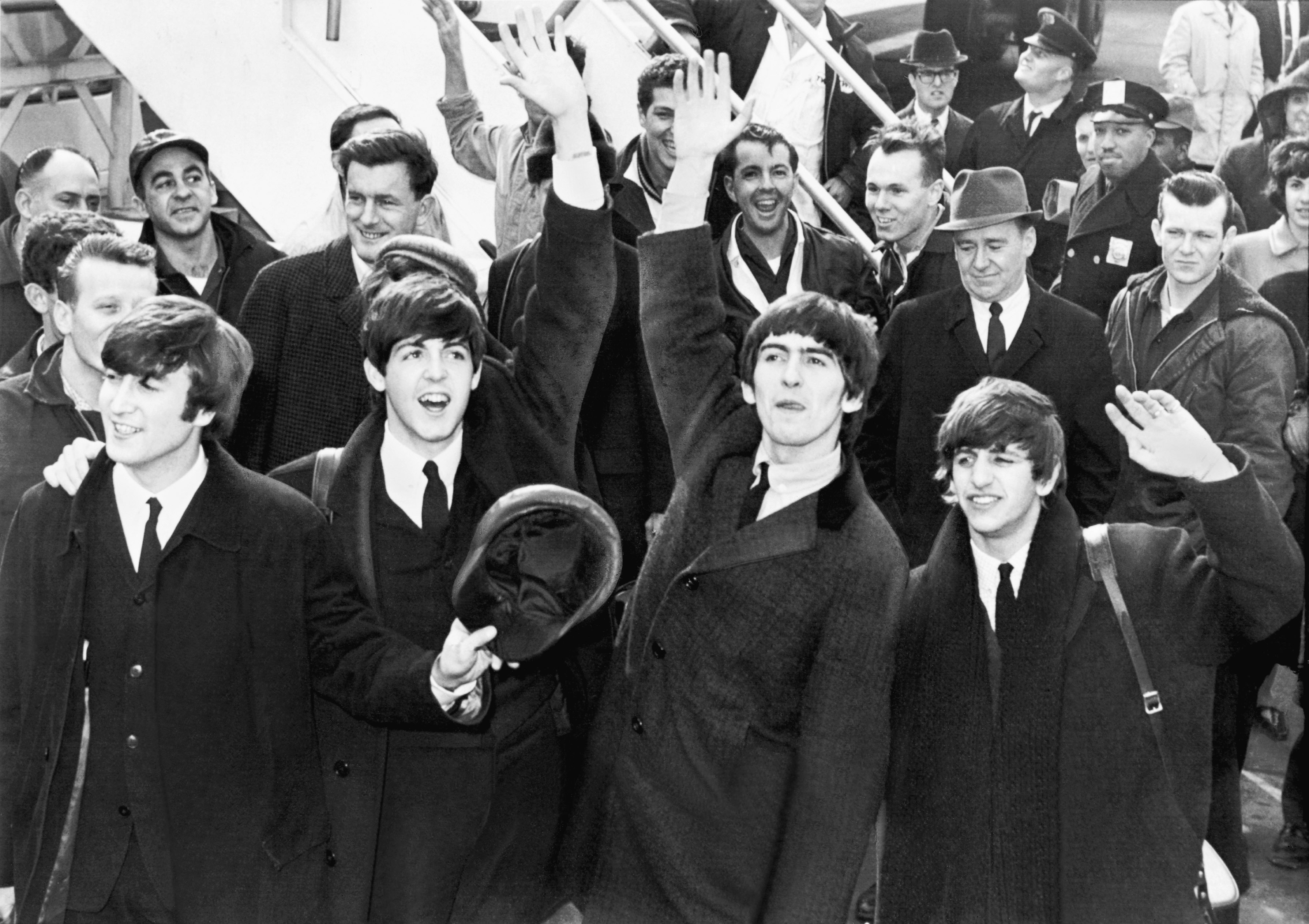
The Beatles в аэропорту JFK. Первые гастроли в США. 1964 год

В начале 1964 года состоялись гастроли The Beatles во Франции. Концерт в зале «Олимпия» прошёл без особого успеха. Тур был плохо организован, аппаратура пострадала при транспортировке, кроме того, в зале в основном присутствовала публика из высшего света, с которой у группы не возникло эмоционального контакта. Тем не менее, благодаря новостям из-за океана, настроение у музыкантов после выступления было приподнятое.
Эпстайн и команда уже давно прощупывали почву для гастрольной поездки в США. Пробный шар Брайан запустил ещё летом 1963 года, выпустив некоторые песни под малоизвестным лейблом «Vee Jay». Тогда ничего не получилось, и изданные синглы успеха не имели. Все предыдущие попытки британских исполнителей завоевать известность у американской публики проходили безуспешно. Неудача постигла в своё время даже Клиффа Ричарда. В январе 1964 года «I Want to Hold Your Hand», начав путь в хит-парадах США с 83-го места, достигла первенства в таблице журнала Cashbox и третьего места — в хит-парадах «Billboard». Даже когда пластинки группы били рекорды популярности в Старом свете, «Capitol Records» (филиал EMI в США), ссылаясь на специфику рынка, не торопилась с их выпуском в США. После успеха «I Want to Hold Your Hand», с миллионом предварительных заказов, позиции The Beatles в США стали настолько прочными, что откладывать дальше гастроли было бессмысленно. Эпстайн начал переговоры о концерте и телевизионном шоу. Права на выпуск альбомов в США были переданы компании «Capitol Records».
Умелая рекламная кампания и популярность в Европе сделали своё дело. 20 января «Capitol Records» выпустила пластинку Meet the Beatles! (американский вариант альбома With The Beatles). Сингл и альбом к 3 февраля стали в США «золотыми». К началу апреля в пятёрке лучших песен национального хит-парада США фигурировали только песни The Beatles. 7 февраля 1964 года The Beatles вылетели в первый тур по США. В аэропорту JFK и его окрестностях группу, невзирая на проливной дождь, ждали по разным оценкам от семи до десяти тысяч фанатов. Группа дала два концерта в Карнеги-Холл и вашингтонском Coliseum, а также участвовала в телевизионном шоу Эда Салливана, которое, по оценке агентства Нильсен, посмотрело свыше 73 миллионов зрителей. События в США свидетельствовали о том, что после Великобритании The Beatles завоевали популярность уже во всём мире.
24 марта вышел шестой сингл группы «Can't Buy Me Love/You Can’t Do That» и сразу занял первое место по обе стороны океана. Предварительные заказы в Британии и Америке превысили трёхмиллионную отметку. Композиции группы доминировали в хит-парадах многих стран мира. Так в апреле 1964 года их песни занимали первые шесть мест в соревновании лучших синглов в Австралии.
В этом же месяце начались съёмки первого игрового фильма с участием The Beatles. Договорённость об этом была достигнута с компанией United Artists. Конкурент EMI пытался получить хоть какую-то выгоду от всемирной популярности ансамбля и предложил им контракт в кинематографе. Фильм «Вечер трудного дня», снятый за восемь недель на бюджет в 180 тысяч фунтов стерлингов, повествовал почти документальную историю ливерпульской четвёрки. Сюжет был о дедушке Пола и поездке группы на поезде из Ливерпуля в Лондон. Основные комические коллизии касались битломании и попыток скрыться от вездесущих фанатов. Дебютный показ состоялся 2 июля и 10 июля вышел одноимённый альбом с саундтреком к картине. Несмотря на незамысловатый сценарий, комедия была успешна в прокате, имела тёплый приём у зрителей и критиков, получив две номинации на Оскар. Альбом A Hard Day’s Night стал первым, в котором все композиции написаны только музыкантами The Beatles, без каких-либо заимствований в виде кавер-композиций.

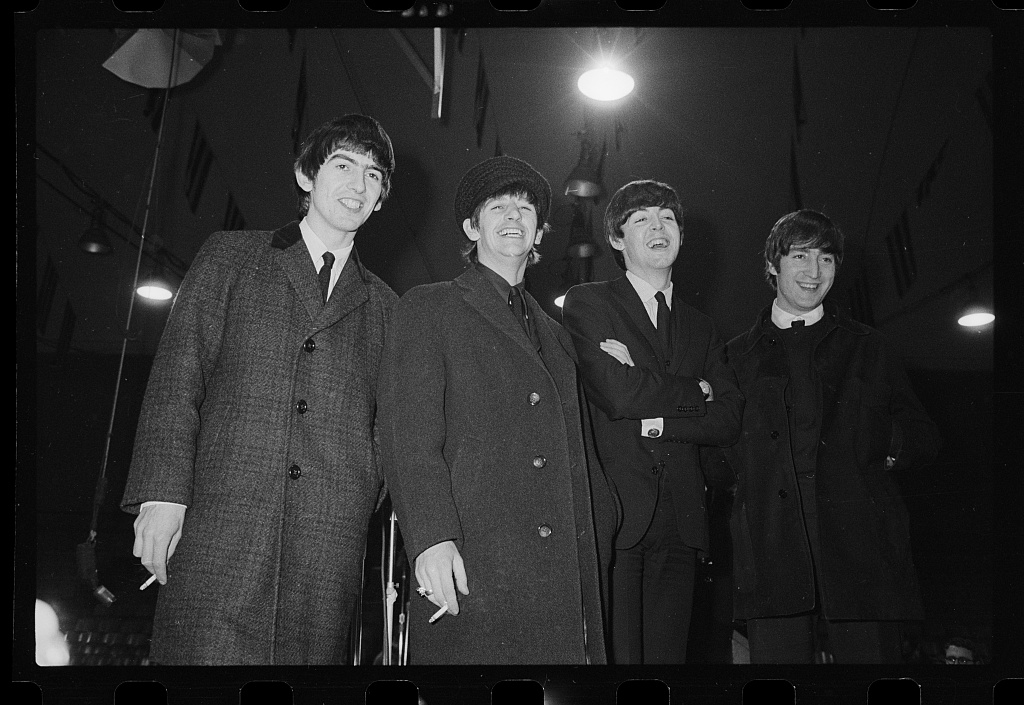
Группа на пресс-конференции в аэропорту JFK, США. 1964 год

Летом 1964 года гастроли возобновились. Европа, затем Гонконг, Австралия и Новая Зеландия. Здесь фотографом The Beatles становится Роберт Уитакер. В ходе гастролей Ринго заболел, и его кратковременно замещал сессионный ударник Джимми Никол. Самые тяжёлые, по отзывам членов группы, гастроли прошли в августе, когда группе пришлось в течение 32 дней пролететь на самолёте свыше 35 тысяч км. В Аделаиде The Beatles снова побили рекорд — их встречали около 300 тыс. поклонников. 19 августа Брайан Эпстайн встретился с Чарли Финлеем — миллионером из Канзас-Сити. Эксцентричный богач был разочарован тем, что The Beatles не посетят его родной город и предложил 50 тысяч долларов за один концерт. Эпстайн отказался. Затем 100 тысяч долларов. Менеджер группы снова отказался. Тогда Финлей порвал два предыдущих чека, выписал новый на 150 тысяч долларов, и тогда Эпстайн не устоял.
Перед выступлением в Джэксонвилле The Beatles вызвали общественный резонанс, отказавшись играть только для белой публики и выступив против расовой сегрегации аудитории; в итоге городским властям пришлось разрешить присутствие чернокожих на стадионе.
Собственно, 1964—1966 годы отмечены в биографии группы главным образом большими гастрольными турами и записями новых альбомов в перерывах между ними. В среднем проходило по три турне в год: два обязательных — по Англии и по Америке и третье в какой-нибудь другой стране. The Beatles продолжали бить рекорд за рекордом.
21 сентября группа вернулась в Англию, и началась подготовка следующего альбома — Beatles for Sale, записанного в перерывах между гастрольными выступлениями. Диск с четырнадцатью композициями представлял собой своеобразное смешение стилей — от рок-н-ролла до кантри-энд-вестерна. Он собрал 750 тысяч предварительных заказов и через неделю возглавил британский хит-парад.
В первой половине 1965 года группа взяла небольшую паузу в концертной деятельности. В феврале 1965 года The Beatles приняли участие в съёмках их второго, теперь уже цветного, полнометражного фильма «На помощь!» и в записи саундтрека. Битлы снова играли сами себя, а сюжет повествовал полумистическую историю. Критики отметили, что здесь битлы попытались отойти от роли «приглашённых звёзд» в собственном фильме и создали на экране образ. Премьерный показ фильма состоялся в Лондоне 29 июля, а 6 августа вышел одноимённый альбом. Особенностью альбома Help! стало то, что две песни для него написал Джордж. До того он отметился только одной композицией в With the Beatles и два года не сочинял ничего достойного — все прочие композиции сочинялись дуэтом Пола и Джона или заимствовались у других композиторов.

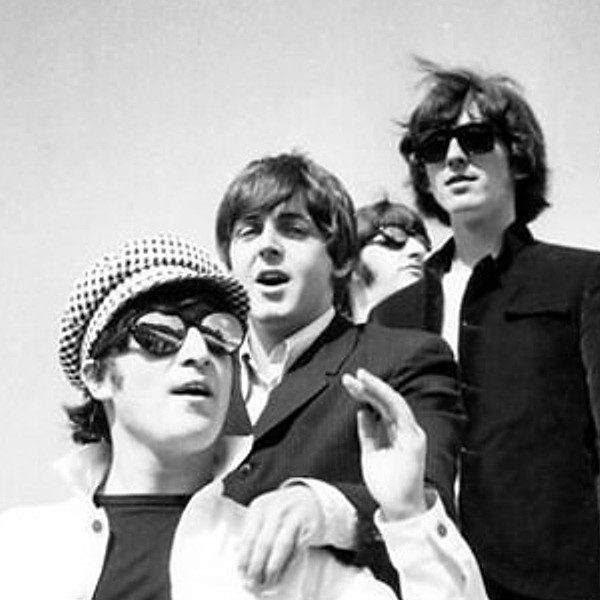
The Beatles в Мадриде. 1965 год

Особняком стоит история создания песни «Yesterday». Пол Маккартни сочинил мелодию ещё в начале года и дал её прослушать Джорджу Мартину, не зная, как лучше всего её саранжировать. Мартин предложил достаточно неожиданный вариант исполнения — Пол аккомпанирует себе на акустической гитаре в сопровождении струнного квартета. Впервые песня была записана без участия Джона, Джорджа и Ринго. Мартин сразу понял, что композиция обречена на успех. «Yesterday» приобрела самостоятельную популярность как одно из самых известных творений Пола и The Beatles, став классикой мировой музыки. Согласно книге рекордов Гиннесса, на эту песню было создано больше кавер-версий, чем для любой другой из когда-либо написанных — только в XX веке она исполнялась различными музыкантами свыше семи миллионов раз.
12 июня 1965 года в печати появилось официальное сообщение о награждении членов группы Орденами Британской империи (MBE), подписанное премьер-министром страны Вильсоном. Высокое признание заслуг The Beatles перед страной («за вклад в развитие британской культуры и её популяризацию по всему миру») вызвало протест у многих кавалеров награды. Впервые высший орден Великобритании получали поп-музыканты. 13 августа The Beatles отправились в очередное турне по США, в ходе которого встретились со своим кумиром Элвисом Пресли, столь серьёзно повлиявшим на их жизненное и профессиональное кредо.
Серия концертов во второй половине 1965 года готовилась иначе, чем предыдущие туры. Эпстайн договорился о возможности проведения концертов в США на крупнейших аренах, которые были бы способны вместить всех желающих приобрести билеты. Апофеозом стало выступление 15 августа 1965 года на нью-йоркском стадионе «Шей». По свидетельству Сида Бернстайна (импресарио группы в США), смотреть и послушать его пришли более пятидесяти пяти тысяч человек. Выручка за один концерт составила около 304 тысяч долларов — высочайшая посещаемость и крупнейшая сумма для шоу-бизнеса того времени. Выступление на стадионе «Шей» снималось пятнадцатью камерами, и впоследствии было смонтировано как документальный фильм.

### Смена стиля
Этапным событием в жизни группы стала работа над альбомом Rubber Soul. «Это был первый альбом, который представлял миру новых, взрослеющих The Beatles, — вспоминал годы спустя Джордж Мартин. — Мы тогда впервые стали мыслить категориями альбома как самостоятельного и самоценного произведения искусства». Собственно, работа проходила в определённой спешке — к 3 ноября 1965 года была написана только половина песен, а альбом планировался к выходу уже через месяц. Ударная работа в студии «Эбби Роуд» до трёх часов ночи дала свои результаты, и долгоиграющая пластинка была готова в срок.

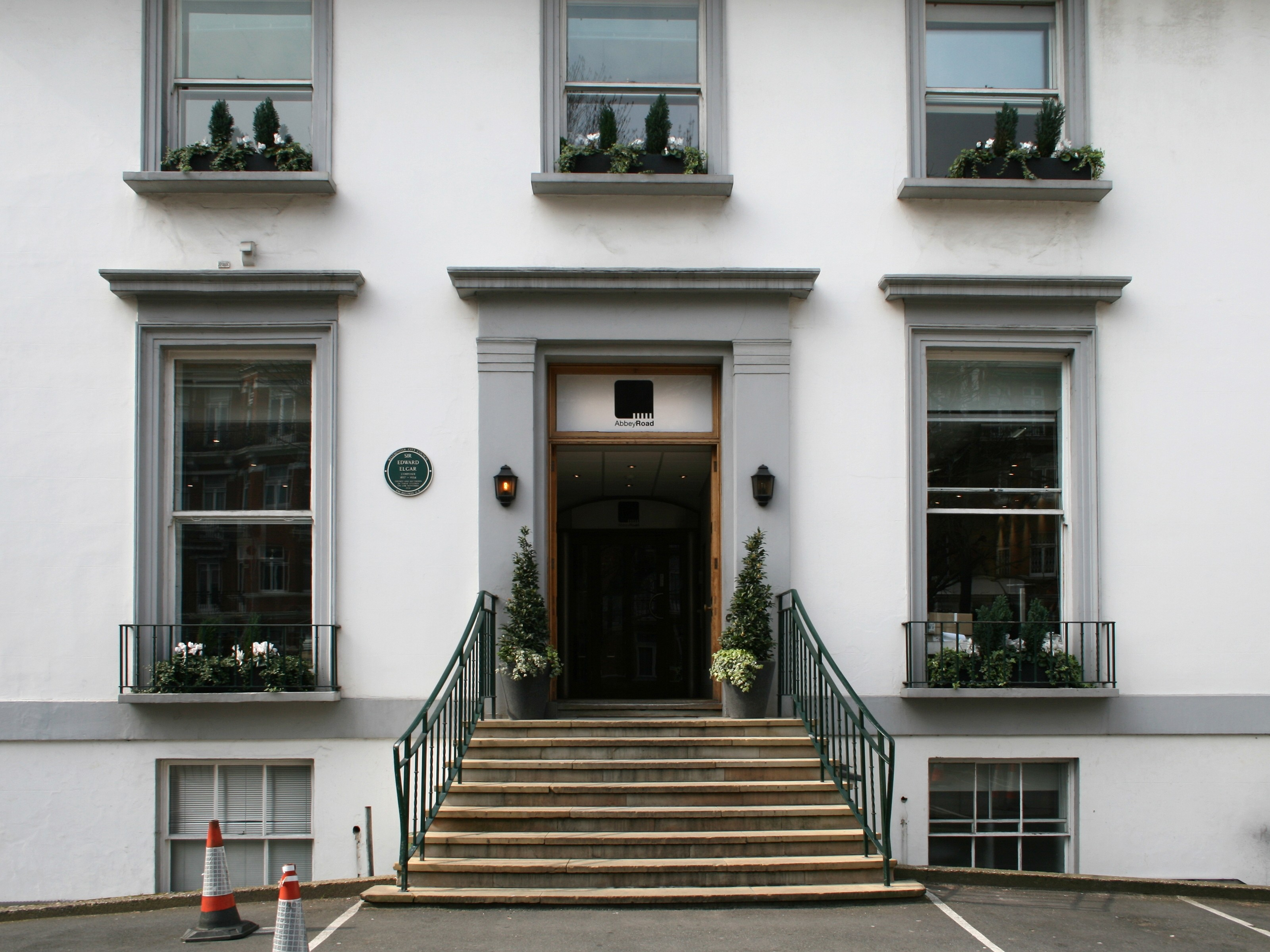
Главный вход в студию «Эбби Роуд»

В альбоме отчётливо слышен переход от «мерсисайдского» звучания к новому, в нём впервые различимы элементы психоделики, присущие позднему периоду творчества группы. От любовной лирики, на которой основывалось большинство ранних текстов, авторы переходят к более сложным философским построениям. Начинаются эксперименты со звукозаписью. Композиции становятся плодом кропотливой работы звукорежиссёров, а их живые концертные аналоги звучат совсем иначе. При работе над композицией «Norwegian Wood» впервые был использован ситар. Увлёкся индийской культурой и инструментами Джордж Харрисон, бравший уроки игры на ситаре у известного исполнителя Рави Шанкара. Внёс свою лепту в запись альбома и Джордж Мартин, исполнивший для песни «In My Life» партию клавесина. Несмотря на то, что сессии звукозаписи затягивались далеко за полночь, The Beatles находили время и силы для всё новых разработок. Так, в ходе работы над Rubber Soul была записана черновая версия первой полностью инструментальной композиции The Beatles «12-Bar Original». Тогда музыканты и Джордж Мартин остались не удовлетворены качеством композиции, и она увидела свет только в 1996 году (на диске Anthology 2).
Подготовка промоматериалов для сингла «We Can Work It Out / Day Tripper» и альбома Rubber Soul ознаменовала собой ещё одно достижение группы и принципиальную новинку. Раньше раскрутка нового музыкального материала обычно начиналась участием группы в телевизионных шоу, таких как Top of the Pops и Thank Your Lucky Stars. Для этого приходилось подстраиваться под расписание работы телевизионных студий и компаний. Однако шоу распространялись только на территории Великобритании и лишь ограниченно транслировались на другие страны. Джордж Мартин и музыканты решили снять фильмы-ролики и продать их телевизионным компаниям. Одни из первых видеоклипов в истории поп-музыки были сняты в ноябре 1965 года на базе студии InterTel — фактически первой видеостудии в Европе.
1966 год складывался сложно. До апреля группа взяла перерыв в выступлениях и отдыхала. В апреле-июне группа работала над альбомом Revolver и синглами «Paperback Writer / Rain» и «Yellow Submarine / Eleanor Rigby», а также над клипами Paperback Writer и Rain. На конец июня и начало июля были запланированы гастроли сначала в Германии, затем в Японии, и для пяти концертов группы в Токио был забронирован зал Ниппон Будокан. До этого арена использовалась только для культовых в Японии крупнейших соревнований по единоборствам, и переориентирование её для иных целей встретило активное сопротивление в японском обществе, но концерты состоялись и прошли с успехом. Уже после The Beatles Ниппон Будокан стал одним из самых популярных мест проведения рок и поп-концертов в стране.
После Японии группа отправилась на Филиппины и прибыла в Манилу 3 июля. А 4 июля, до начала запланированного дневного и вечернего концертов музыкантов настоятельно попросили явиться во дворец к первой леди страны Имельде Маркос. Однако по договору было приглашение первой семьи в ВИП ложу на концерт, а визит во дворец запланирован на день отдыха после концертов и Эпштейн отстаивал эти планы. Уставшие музыканты отказались от политических встреч перед концертами и остались отдыхать в гостинице до дневного и вечернего концертов, которые собрали на стадионе около 80 тысяч зрителей и прошли под шум и крики толпы. В тот же день и на следующее утро первая леди выступила по телевидению с гневными словами в адрес музыкантов. Утренние газеты добавили гневных слов. В отеле и у посольства Великобритании появились люди с угрозами в адрес музыкантов и посольства. В отеле исчезла охрана и толпы озлобленных людей с оружием и с угрожающими криками прогнали музыкантов из отеля до аэропорта. В аэропорту некие люди назвавшиеся «налоговыми органами» потребовали вернуть наличными значительную сумму из гонорара за два концерта, и деньги пришлось отдать под угрозами, пока грузчики отказались грузить оборудование и инструменты музыкантов, а подоспевшие хулиганы побили Мэла Эванса, помощника менеджера группы и стали силой выталкивать музыкантов из аэропорта, так, что им пришлось в страхе бежать из страны. Прилетев в Лондон, группа была встречена прессой. Действия властей страны получили огласку и международное осуждение, в связи с чем музыкантам были направлены извинения и официальные приглашения, но музыканты решили больше не посещать страну никогда.
После возвращения группы на родину за океаном вспыхнул другой скандал из-за неосторожно оброненных Ленноном слов в одном из интервью газете Evening Standard.

Христианство уйдёт. Оно исчезнет и усохнет. Не хочу об этом спорить; я прав и будущее это докажет. Сейчас мы более популярны, чем Иисус; я не знаю, что исчезнет раньше — рок-н-ролл или христианство. Иисус был приемлемым, но его последователи были глупы и заурядны. Их искажения погубили для меня христианство.Оригинальный текст (англ.)Christianity will go. It will vanish and shrink. I needn’t argue about that; I’m right and I will be proved right. We’re more popular than Jesus now; I don’t know which will go first — rock ’n’ roll or Christianity. Jesus was all right but his disciples were thick and ordinary. It’s them twisting it that ruins it for me.— Джон Леннон.
В Британии его слова не произвели на публику особого впечатления. Однако американский журнал Datebook перепечатал интервью с Ленноном прямо перед последними гастролями группы и в США, особенно в южных штатах, и в ЮАР произошли волнения. Дело дошло до публичных сожжений пластинок, а ку-клукс-клановцами — и чучел членов группы. Ситуация была настолько серьёзна, что Эпстайн отложил запланированные на 12 августа гастроли в США, опасаясь террористических актов. В итоге, во избежание эскалации конфликта, Джону пришлось принести свои официальные извинения, в том, что он не хотел никого обидеть.
Седьмой альбом группы Revolver увидел свет 5 августа 1966 года и продолжил тему, начатую в Rubber Soul. Он полностью состоял из композиций, не задуманных для исполнения со сцены: The Beatles становились студийной группой. Критики высоко оценили совмещение разнохарактерных стилей — от обращения к симфонической музыке до поп-музыки. Психоделическая «Tomorrow Never Knows», ритм-н-блюзовая «Got to Get You into My Life» и, словно сочинённая для оперетты, мажорная «Good Day Sunshine». Полная лиризма, глубоко драматическая композиция «Eleanor Rigby» была особо отмечена специалистами и поклонниками. В этой композиции, сочинённой Маккартни, Джон, Пол и Джордж исполняют только вокальные партии, а аккомпанируют им два струнных квартета.

The Beatles после окончания последнего концерта американского турне 29 августа 1966 года

В 1963, 1964 и 1965 годах группа выпускала по два долгоиграющих альбома каждый год, что было весьма серьёзной нагрузкой, снялась в двух фильмах и не прекращала концертную деятельность. Ещё осенью 1965 года музыканты собрались отменить проведение очередных гастролей по Великобритании. Концертная деятельность крайне утомляла и не приносила удовлетворения. Выступления на огромных стадионах, где слушатели сквозь истерические вопли с трудом могли разобрать, что именно исполняют в данный момент их кумиры, лишало их мотивации. Старые вещи, наподобие «She Loves You», перепеваемые фанатами, были для группы уже пройденным этапом. Члены The Beatles испытывали серьёзный моральный дискомфорт. Фактически, они становились узниками и не могли покинуть пределов номера в отеле во время непрерывных выступлений, которые истощали музыкантов. Перемещения членов группы во время гастролей в городах проходили под усиленной охраной или в бронированном автомобиле. Творить, создавать что-то новое в таких условиях было крайне сложно.
Между тем группа продолжала работать над следующими альбомами, и музыканты были полны новых идей, связанных со студийной деятельностью и экспериментами. Перемены были неизбежны, 1966 год подводил итоги в концертной деятельности группы. В декабре 1965 года The Beatles отправились в своё последнее турне по Великобритании. Затем они дали лишь один концерт, прошедший 1 мая 1966 года на стадионе «Уэмбли» — последнее «живое» выступление группы в Англии. Вышедший в июне 1966 года сингл «Paperback Writer / Rain» впервые не занял верхнюю строчку хит-парадов немедленно после выхода. Дальнейшее совмещение гастрольной деятельности и спокойной работы по подготовке материалов для новых композиций становилось невозможным. Финальное турне по США закончилось концертом в Сан-Франциско 29 августа. В ходе этого тура не было исполнено ни одной композиции из нового альбома.
СМИ обсуждали будущее группы. Как предположила The Sunday Times, события могли закончиться распадом четвёрки. Еженедельник Variety отметил, что всеобщая истерия продолжается, но группа уже переросла её. Волна битломании пошла на спад.

 Всё это уничтожало наше искусство. Людской шум забивал нас напрочь. В конце концов, я стал играть только слабую долю вместо постоянного бита. Всё равно я не слышал себя, несмотря ни на какие усилители. В залах мы то и дело стояли слишком далеко друг от друга. Живьём мы исполняли наши вещи гораздо быстрее, чем на пластинках, главным образом потому, что сами себя не слышали. Иногда я вступал не вовремя, потому что сплошь и рядом не представлял, какое место мы играем. Доходило до того, что мы притворялись, будто поём, особенно если першило в горле.— Ринго Старр

Полагаю, мы могли бы отправлять вместо себя четыре восковые фигуры, и толпе бы этого хватало. Концерты Beatles больше не имеют ничего общего с музыкой. Это просто чёртовы дикарские обряды.Оригинальный текст (англ.)I reckon we could send out four waxwork dummies of ourselves and that would satisfy the crowds. Beatles concerts are nothing to do with music any more. They’re just bloody tribal rites.— Джон Леннон.

### Sgt. Pepper
В ноябре 1966 года The Beatles собрались для работы над очередным синглом «Penny Lane / Strawberry Fields Forever». Эти композиции ярко продемонстрировали новый подход к работе. Если запись первого альбома Please Please Me полностью заняла около 10 часов, то здесь только одну композицию «Strawberry Fields Forever» записывали более месяца. Работа над ней стала ещё одним примером того, что означал для группы Джордж Мартин. Леннон подготовил два варианта песни в разных тональностях и не мог выбрать, какой из них лучше. Мартину удался сложный технический трюк: он склеил немного замедленный вариант № 1 и ускоренный вариант № 2 и получил законченное произведение. Новаторская аранжировка и особые приёмы звукорежиссуры говорили об очередной метаморфозе в жизни группы.
27 января The Beatles продлили свой контракт с EMI ещё на девять лет. Также была достигнута договорённость с Capitol Records, что следующий альбом группы выйдет в Великобритании и в США в одинаковой редакции. The Beatles начали работу над альбомом Sgt. Pepper’s Lonely Hearts Club Band в феврале 1967 года. Новую пластинку планировалось создать по мотивам детских воспоминаний, ностальгических настроений детства и юности в Ливерпуле. Затем замысел изменился. Впервые музыканты подошли к альбому как к целостному произведению с определённой концепцией. Концептуальную идею здесь нашёл Пол, предложивший исполнить композиции «от лица» вымышленной группы сержанта Пеппера. Ни одна из композиций альбома не вышла в виде сингла. Необычно было и то, что пластинка не начиналась хитом, как тогда было принято, а заканчивалась главной композицией «A Day in the Life». Заглавная композиция и её реприза звучат словно со сцены переполненного зала, в котором играет вымышленная группа.

Обложка альбома Sgt. Pepper’s Lonely Hearts Club Band

На запись альбома было потрачено 700 часов студийного времени. Бюджет проекта составил, по разным оценкам, от 25 до 50 тысяч фунтов стерлингов. Создатели сознательно пошли на такие расходы, так как альбом становился важной вехой в их творчестве. Многое в альбоме также было в новинку. Была проведена тщательная работа над конвертом и иллюстрацией, исполненной в виде сложного коллажа. Одни только затраты на подготовку заглавной иллюстрации обложки пластинки были сравнимы с тем, что раньше тратили на всю запись альбома (1200 фунтов стерлингов). Впервые конверт альбома содержал напечатанные тексты всех песен и цветную вкладку.
Особого упоминания заслуживает финальная композиция «A Day in the Life». Идея текста, как это часто бывало в практике The Beatles, была почерпнута из совершенно заурядной газетной заметки в Daily Mail о плохом качестве дорог в Блэкберне («The holes in our roads»). Усилиями Мартина законченная композиция была «собрана» из двух песен: Пола и Джона. Для записи был приглашён оркестр из сорока музыкантов, которым дирижировали Джордж Мартин и Пол. Необходимо было симфоническое крещендо в середине композиции и переход к заключительному фортепьянному аккорду. Этот аккорд, исполненный в десять рук и длившийся 42 секунды, стал поистине самостоятельным произведением.
Альбом, изданный 26 мая 1967 года, продержался на вершинах хит-парадов 88 недель, а с учётом CD-издания 1987 года, всего находился в хит-парадах 206 недель. Sgt. Pepper’s Lonely Hearts Club Band получил блестящие отзывы критиков и слушателей, он признан одним из самых значительных достижений в своём жанре. Музыкальный критик журнала Times Уильям Манн объявил, что это наивысшее творческое достижение в истории поп-музыки.

## Студийные годы (1967—1970)

### Смерть Брайана Эпстайна и «Magical Mystery Tour»
Летом 1967 года группа получила беспрецедентное предложение от канала «Би-би-си». 25 июня The Beatles стали первым ансамблем, выступление которого по спутниковому телевидению транслировали на весь мир — их смогли увидеть почти 400 миллионов человек во всех странах. Номер стал частью первой в мире глобальной телепрограммы «Наш мир». Выступление транслировалось прямо из студии Эбби Роуд в Лондоне, во время него была записана видеоверсия песни «All You Need Is Love».
После этого триумфа дела группы пошли на спад, и немалую роль в этом сыграла трагическая смерть Брайана Эпстайна. Его обнаружили мёртвым 27 августа 1967 года в своём доме в Лондоне. Причиной смерти стала передозировка снотворного. «Пятый битл», как называли его сами члены группы, заведовавший всеми финансовыми делами и посвящавший ей всё своё время, ушёл из жизни, когда ему было всего лишь 32 года. Исследователи творчества группы связывают смерть Эпстайна с тем, что группа уже далеко не в такой степени нуждалась в его руководстве и наставничестве, как это было пять лет назад. 1 октября 1967 года истекал его контракт с The Beatles, и будущее было неопределённым.
Следующим проектом The Beatles должен был стать телевизионный фильм, и это была главным образом идея Пола. Де-факто Пол заменил Эпстайна, став стержнем группы. Остальные члены были не настолько заинтересованы в тяжёлой и продолжительной работе, с которой сопряжён любой значительный проект. Джон, Джордж и Ринго чувствовали себя независимыми и способными самостоятельно определять свой путь в искусстве и бизнесе.
Члены группы давно покупали фото и кинотехнику и вынашивали идею самостоятельно снять фильм. Пол решил арендовать автобус и отправиться на нём из Лондона в Девон и Корнуолл. Сценария на руках у команды не было. План состоял в том, чтобы снимать всё, что произойдёт. «К сожалению, ничего не произошло». Снятая в основном в период с 11 по 18 сентября, картина «Волшебное таинственное путешествие» стала плодом усилий людей, которые имели весьма отдалённое представление о том, как делают кино. Члены группы попытались самостоятельно подобрать актёров, стать продюсерами, режиссёрами и даже операторами фильма. Концовку собирались снять в студии, но дело окончилось конфузом. Оказалось, что все киностудии и павильоны Лондона заняты на много месяцев вперёд и это необходимо было заранее спланировать. Финальный эпизод, в котором был занят ансамбль из 160 исполнителей, был снят в плохо приспособленном для таких целей старом военном ангаре. Без опыта и без менеджера работа над картиной превратилась в «административный кошмар», а результат стал «любительской поделкой». В конце концов, выяснилось, что дебютный показ фильма, снятого на цветную плёнку на канале BBC-1, будет чёрно-белым, потому что в то время канал транслировал только чёрно-белое изображение. The Beatles закономерно получили весьма негативные отзывы прессы о своём творении.
Музыкальное сопровождение к фильму записывалось параллельно со съёмками. Результатом стало шесть композиций, чего было недостаточно для долгоиграющей пластинки, но много для мини-альбома. После некоторых размышлений руководство EMI решило выпустить два мини-альбома в специальном издании с 52 страничным буклетом. В США не решились на такой смелый эксперимент и издали Magical Mystery Tour в формате долгоиграющей пластинки, дополненным другими песнями 1967 года, не вошедшими в альбомы. Несмотря на провал фильма, альбом был весьма успешен; было продано более миллиона копий только в Великобритании.

### «Белый альбом»
В конце 1967 года Ринго улетел на съёмки фильма «Сладкоежка». Пол писал саундтрек к фильму «The Family Way». В мае 1968 года Джон сблизился с авангардной художницей Йоко Оно, своей будущей спутницей жизни, и стал всё больше времени проводить с ней. Пути членов группы постепенно расходились. Начало 1968 года группа провела в Ришикеше (Индия), изучая медитацию вместе с Махариши Махеш Йоги. За время пребывания музыкантов в Индии было написано большое количество материала для будущих песен, но по возвращении члены группы испытывали смешанные чувства: общение с гуру не дало ничего для восстановления взаимопонимания внутри The Beatles; кроме того, по слухам, он оказался вполне земным человеком, подверженным людским грехам. После возвращения на родину Леннон и Маккартни анонсировали рождение корпорации «Apple», под лейблом которой The Beatles теперь стали выпускать свои пластинки. Планировалось, что компания будет выпускать музыку, фильмы и бытовую электронику. Управлять корпорацией собирались сами члены группы.
Тем временем квартет готовил два крупных проекта: материал для очередного альбома и участвовал в работе над полнометражным мультипликационным фильмом Yellow Submarine (до этого, в 1965 году, по американскому ТВ транслировался мультсериал «The Beatles» однако, сами участники группы не имели ничего общего с производством сериала, кроме использования своих музыкальных записей), который вышел на экраны в июле. Сюжет повествовал о путешествии на подлодке и победе битлов и их друзей над сказочными злодеями — синими злюками. В концовке члены группы появлялись уже не как мультипликационные герои, а вживую. Группа, после провала предыдущего фильма, взялась за работу без особого энтузиазма. В фильм вошли композиции, написанные в 1966—1968 годах. Заглавная композиция «Yellow Submarine» впервые вышла в альбоме Revolver. Также были написаны пять новых песен.
Альбом Yellow Submarine вышел в январе 1969 года. Первую сторону составили шесть композиций, написанных для мультфильма. Вторую сторону полностью составили инструментальные пьесы Джорджа Мартина.
30 августа 1968 года The Beatles выпустили на сингле одну из лучших композиций в истории группы — «Hey Jude», посвящённую маленькому сыну Леннона — Джулиану, переживавшему по поводу развода родителей. Тираж первого сингла под торговой маркой Apple достиг 6 миллионов — максимальный среди всех синглов The Beatles.
Поездка в Индию дала время и возможность поработать над новыми песнями в спокойной обстановке. Результатом стали около 30 новых песен. 22 ноября 1968 года группа выпустила свою первую долгоиграющую пластинку под лейблом Apple — двойной альбом The Beatles, известный также как просто The White Album («Белый альбом»). Минималистическая, совершенно белая обложка, на которой было тиснением напечатано лишь название группы, стала противоположностью многоцветной палитре конверта предыдущего альбома. Критика оценила работу неоднозначно — как эклектичный и несколько сумбурный набор композиций. При этом в альбоме присутствовали высококлассные и новаторские работы. The White Album содержит ряд песен, в которых солирует один из битлов, а остальные просто аккомпанируют ему. Даже не специалистам было слышно, кто и какую песню сочинил, соло-манера каждого битла была отчётливо различима.
Дни работы над «Белым альбомом» наглядно продемонстрировали препятствия, возникшие внутри четвёрки. Джордж был недоволен тем, что слишком мало его композиций вошло в последний альбом. Джордж Мартин к концу сессий внезапно уехал в отпуск, возвратившись только на этапе микширования. Ринго также покинул группу на несколько недель (в итоге в отдельных песнях партии ударных исполнены Маккартни). Тем не менее, в этом же альбоме была выпущена песня, сочинённая Ринго — «Don’t Pass Me By».
Атмосфера в группе накалялась из-за Йоко Оно, которая присутствовала на каждой сессии группы и раздражала всех её членов своим поведением. Немногим позволялось отпускать вслух едкие комментарии в студии Эбби Роуд, когда там записывались The Beatles. «Revolution 9» авторства Джона, Йоко и Джорджа состояла из разрозненных шумов, мелодий и обрывков разговоров; Пол отнёсся к этому авангарду крайне отрицательно, но в альбом она всё же вошла. В свою очередь, Леннону не понравились слишком уж «легковесные», на его вкус, «Ob-La-Di, Ob-La-Da» и «Hello, Goodbye». Альбом The Beatles остался самым продаваемым в США альбомом в истории группы.

### Распад (1969—1970)
Публика ещё не была в курсе всех деталей и проблем группы, но распад квартета уже начался. Моральный климат внутри группы не способствовал совместному творчеству. Джон и Джордж уже выпустили сольные пластинки, и в рамках одного коллектива им становилось всё более тесно. К этому моменту все четверо членов группы были уже семейными людьми и ощущали потребность проводить больше времени с супругами и детьми. Все эти нюансы постепенно вели к распаду. В конце 1968 года Пол, чувствуя центробежные настроения, выступил с инициативой возобновить «живые» концерты группы. Музыка, которая объединила в своё время четвёрку, могла возродить былую атмосферу творчества и единомыслия. Джон, Джордж и Ринго не поддержали идею, но по крайней мере договорились продолжить совместные репетиции в новом году. В феврале 1969 года менеджером группы стал Аллен Клейн, до того успевший поработать с Rolling Stones. В финансовом смысле дела Apple шли очень плохо, и компании требовался грамотный управляющий. Было начато несколько проектов, но все они были не завершены и не приносили ничего, кроме убытков. Маккартни считал, что наиболее достойным кандидатом на пост управляющего был бы отец его супруги Линды — Ли Истмен. Леннон возражал. В итоге было инициировано судебное разбирательство, в ходе которого Пол предъявил иск Клейну и троим другим членам группы.
Работа над очередным альбомом была заброшена. Планировалось выпустить диск, снять фильм и издать книгу — всё это были попытки Пола оживить группу. Было же выпущено лишь несколько синглов с наиболее удачными песнями. В январе 1969 года в здании Apple Studios прошли сессии звукозаписи, и были сняты киноматериалы записи альбома с рабочим названием Get Back. В ходе сессий было записано большое количество материала, в том числе, практически все композиции для следующего альбома Abbey Road и отдельные треки для будущих сольных альбомов Маккартни. Однако, в большинстве своём записи были не лучшего качества. Музыканты играли вполсилы. Как вспоминал Джон — «худшая работа всех времён» (the low of all-time). Нормальные взаимоотношения осложнялась трениями внутри коллектива и отсутствием современного оборудования в новой студии. Закончилось всё 30 января импровизированным 40-минутным концертом, который группа дала на крыше здания студии. «Благодарю вас от имени группы и каждого из нас. Надеюсь, мы прошли прослушивание» — эти слова Леннона, обращённые к жителям близлежащих домов, стали последними словами на последней композиции диска Let it Be, вышедшего только через 15 месяцев. Подготовленные в ходе работы видео и звуковые материалы остались в полном беспорядке.
В июле-августе 1969 года был записан альбом Abbey Road — последнее творение группы и первый альбом, полностью записанный в стерео. Произошло то, что биограф группы Льюисон назвал счастливым стечением обстоятельств. Забыв о распрях, четвёрка собралась снова и за два месяца записала альбом, признанный критикой наиболее законченным как единое по смыслу произведение (наряду с Sgt. Pepper’s Lonely Hearts Club Band). Особняком стоит 15-минутная музыкальная «эстафета» из перетекающих одна в другую песен, написанных Полом и Джоном, на второй стороне диска. Критики также отметили две композиции Джорджа Харрисона «Here Comes the Sun» и «Something», достойно представляющие его как композитора, не уступающего по классу дуэту Леннон — Маккартни. Заключительной песней, которую The Beatles записали все вместе (это было 20 августа), стала «I Want You (She’s So Heavy)».

Обложка альбома Abbey Road. В этом изображении поклонники часто пытались найти скрытый смысл. Например, то, что битлы на фото уходят от студии, расценивалось как знак грядущего распада группы. Босые ноги Пола внесли лепту в легенду о его смерти

В сентябре 1969 года Леннон твёрдо заявил о своём уходе, но остальные участники группы попросили его повременить вплоть до выхода альбома и фильма, запланированных на следующий год.
В конце 1969 года продолжалась неспешная подготовка американского альбома Hey Jude. Новинок для диска записано не было, но некоторые старые композиции необходимо было перемонтировать и перемикшировать из моно в стерео. Для этих целей отдельно приглашались некоторые музыканты группы. Последней песней группы стала «I Me Mine» Джорджа Харрисона, которую музыканты записывали уже без Леннона 3 января 1970 года. В марте этого же года фонограммы из неудавшегося альбома Get Back были отданы американскому продюсеру Филу Спектору. Он переработал старые записи, добавил к ним последние песни The Beatles (в том числе «Let It Be» и «I Me Mine»), дополнил некоторыми старыми работами (ещё времён The Quarrymen), и подготовил к выпуску альбом Let It Be. Идея пригласить Спектора принадлежала Клейну. Ситуация осложнилась тем, что Пол был недоволен работой Спектора. Особенно ему не понравилась версия песни «The Long And Winding Road» (выпущенная на последнем сингле группы), и он даже хотел запретить выпуск альбома, что ему не удалось. Джон был иного мнения о работе Фила:

«Ему досталась самая вонючая куча паршиво записанного дерьма, и он смог из этого что-то выжать. Он прекрасно поработал». Оригинальный текст (англ.)He was given the shittiest load of badly recorded shit with a lousy feeling to it ever, and he made something out of it. He did a great job.
Одним из последних событий, ускоривших неизбежное, стала дата выхода первого сольного альбома Пола. 17 апреля 1970 года Маккартни выпустил диск McCartney, хотя остальные члены группы просили не торопиться с этим до выхода Let It Be. 10 апреля Пол распространил текст интервью, ставший формальным сообщением о прекращении совместной деятельности The Beatles. Пол лишь констатировал факты, давно известные членам группы, но публика сочла Пола виновником распада квартета.
Несмотря на все трудности, Let It Be, который считается последним «прижизненным» альбомом The Beatles, был выпущен 8 мая 1970 года. 20 мая вышел документальный фильм Let It Be, но на его премьере ни один из битлов не присутствовал, потому что ансамбля, как такового, уже не существовало.

## После распада

### Попытки воссоединения
Участники группы начали заниматься сольными проектами ещё с 1967 года. К моменту официального распада группы у всех были на счету собственные альбомы. Несмотря на то, что разрыв сопровождался непростыми, в том числе и судебными, разбирательствами, члены группы поддерживали личные отношения, встречались, вместе записывали музыку и играли на концертах.
В 1970-е годы популярной темой в СМИ стала информация о возможном воссоединении The Beatles. Достоверно известно о щедрых предложениях, но «воссоединение» ограничивалось только до определённой степени, совместной работой над отдельными композициями. Джил Кауфман (журнал Rolling Stone), рассказывая о некоей секретной студийной записи всех четырёх битлов 1976 года, говорил, что это не более чем городская легенда, а официальный представитель Маккартни Джефф Бейкер назвал истории о воссоединении «ерундой». В книге The Words and Music of John Lennon песня «I’m the Greatest», из альбома Ringo, названа самой близкой попыткой к реальному воссоединению (в записи приняли участие Леннон, Старр и Харрисон).
В 1971 году в Нью-Йорке состоялся концерт для Бангладеш (организованный Харрисоном), в нём также принял участие Ринго Старр. В 1974 году состоялся единственный после распада The Beatles джем-сейшн, в котором приняли участие Леннон и Маккартни — A Toot and a Snore in '74. В контракте 1979 года с CBS Records Маккартни упоминал о возможности в его рамках записывать музыку с остальными членами группы. Данное обстоятельство также рассматривалось в СМИ, как попытка Маккартни возродить группу. Вымышленная история о воссоединении легла в основу сюжета игрового фильма «Двое из нас», рассказывающего о встрече Пола и Джона в 1976 году.
8 декабря 1980 года Джон Леннон был убит в Нью-Йорке психически неуравновешенным гражданином США Марком Чэпменом. Год спустя Джордж Харрисон посвятил его памяти песню «All Those Years Ago»; в записи приняли участие Ринго, Пол и Линда Маккартни. В 1982 году Пол посвятил памяти друга песню «Here Today», которая вошла в альбом Tug of War.
Когда в 1995 году Маккартни, Старр и Харрисон составляли антологию The Beatles, вдова Джона Йоко Оно передала им плёнки с незаконченными версиями трёх песен 1977 года, две из которых — «Free as a Bird» и «Real Love» — музыканты доработали, Маккартни дописал недостающие строки в тексте песен. Также для антологии была восстановлена песня Леннона «Now and Then». Текст куплета написал и исполнил Пол, оставив в припеве голос автора. Ринго Старр исполнил партию ударных, а гитару взяли из архивных записей Джорджа Харрисона.

### Переиздания
В 1987 году было осуществлено издание полного каталога дисков The Beatles на CD (тринадцать дисков). Состав официального каталога дисков был пересмотрен в EMI, и в список был включён Magical Mystery Tour. В 1988 году к ним добавился двойной диск Past Masters, в который вошли все композиции, не появлявшиеся на виниловых долгоиграющих дисках 1962—1967 годов, включая также песни на немецком языке. Таким образом, эти пятнадцать дисков составляют полный каталог песен The Beatles. Обложка CD Sgt. Pepper, изданного к двадцатилетнему юбилею альбома, впервые сообщала для каждой композиции имя конкретного автора (а не Lennon — McCartney, как это было раньше). CD Sgt Pepper снова имел финансовый успех и дошёл в хит-парадах Великобритании 1987 года до третьей позиции. В 2009 году состоялось переиздание полного каталога, все диски были подвергнуты очистке и ремастерингу.
После распада группы фирмой EMI был выпущен целый ряд компиляций. Среди них можно отметить 1962—1966 (известный, как «Красный»), 1967—1970 («Голубой», оба вышли в 1973 году), а также Rock ’n’ Roll Music, имевшие значительный коммерческий успех. В 1977 году лейблом Lingasong Records был выпущен диск Live! at the Star-Club in Hamburg, Germany; 1962, включавший около 30 композиций группы времён Гамбурга, записанных с весьма слабым качеством. Несмотря на все попытки членов группы остановить издание альбома, он вышел в свет и пользовался определённой популярностью среди поклонников квартета.

### Apple. Судебные тяжбы
Интересы музыкантов как правообладателей и после распада группы представляла компания Apple Corps. Начиная с 1970 года, она отметилась участием в целом ряде громких судебных процессов. Известны также стали процессы между членами группы и менеджментом компании.
В январе 1971 года Маккартни инициировал процесс против Аллена Клейна, обвинив руководителя Apple в нарушениях финансового законодательства. Остальным членам группы пришлось посещать заседания суда и давать показания. Отношения между ними и Полом, которые были натянутыми после распада, окончательно испортились. Датой официального прекращения деловых взаимоотношений между членами группы считается 31 декабря 1970 года, когда суд признал правоту Пола Маккартни и установил, что правопреемником The Beatles в финансовой сфере остаётся Apple. Однако отдельные судебные разбирательства продолжались до 9 января 1975 года, когда дело было окончательно закрыто.

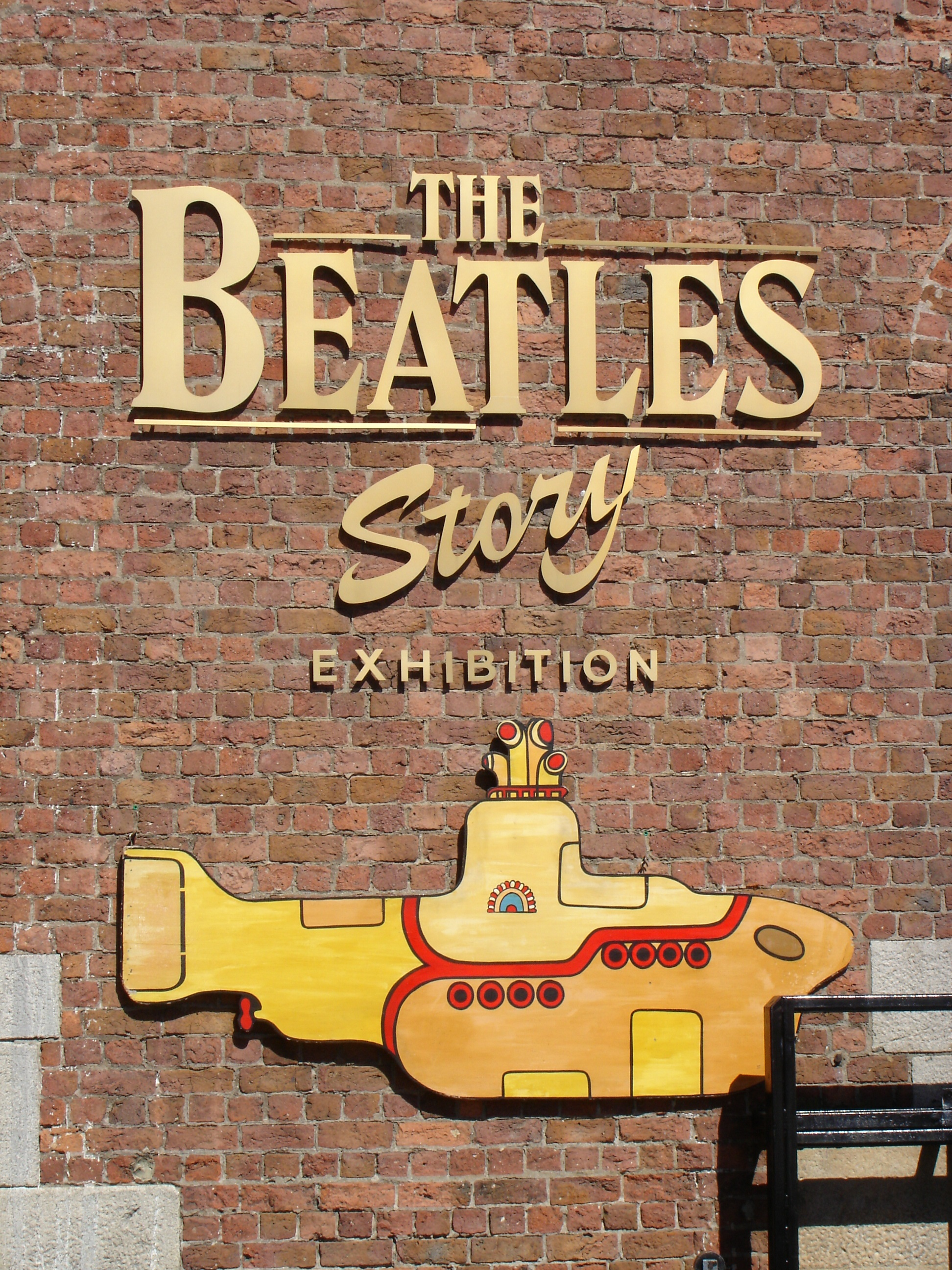
Вход в музей The Beatles в Ливерпуле

С 1979 года бывшие члены группы начали новую тяжбу. Причиной стали неурегулированные отношения между Apple и бывшим лейблом, с которым сотрудничали музыканты — EMI/Capitol. В серии исков 1979—1988 годов медиаимперия обвинялась в том, что музыканты The Beatles недополучили роялти со своих песен и прочей сопутствующей продукции, распространяемой EMI. Музыканты вменили в вину EMI то, что под её торговой маркой продавали те композиции, которые, по замыслу музыкантов, должны были распространяться бесплатно, для целей продвижения и благотворительности. Стороны пришли к согласию в 1989 году и бывшие члены группы (интересы Леннона представляла Йоко Оно) всего получили в качестве отступных около 100 миллионов долларов. Другим примером разбирательства стал мюзикл Beatlemania, поставленный в Нью-Йорке конгломератом компаний под руководством NBC. В 1977—1979 годах мюзикл принёс продюсерам свыше 45 миллионов долларов прибыли. В июле 1986 года бывшие члены группы The Beatles выиграли это дело, с возмещением 10 миллионов долларов за невыплаченные роялти.
Сложная юридическая ситуация сложилась вокруг каталога песен The Beatles. Изначально права на каталог, включавший практически все песни Леннона и Маккартни, принадлежали компании Northern Songs, организованной в 1963 году. Речь идёт о текстах и нотах песен (физически записи песен на мастер-копиях принадлежат компании EMI). В 1965 году Northern Songs стала публичной компанией, и члены группы приобрели часть её акций. В 1968 году Харрисон организовал собственную компанию для персонального каталога песен Harrisongs. В том же году Ринго Старр для тех же целей организовал Startling Music.
В марте 1969 года каталог Northern Songs выкупила компания ATV. В 1981 году возможность приобретения Northern Songs обсуждалась с Маккартни, но стороны не пришли к согласию. В 1982 году ATV приобрёл австралийский предприниматель Роберт Холмс Корт. В 1985 её перекупил Майкл Джексон, примерно за 48 миллионов долларов. В настоящее время права на каталог принадлежат консорциуму Sony/ATV Music Publishing, одной из крупнейших медиакорпораций мира. Таким образом, единственные песни, права на которые эксклюзивно принадлежат дуэту Леннон/Маккартни это «Love Me Do» and «P.S. I Love You» — они были записаны раньше заключения контракта с Northern Songs. Тем не менее, в рамках соглашения, представители Леннона и Маккартни продолжают получать свою долю роялти с публикаций и распространения композиций The Beatles. По поводу прав на композиции Пола Маккартни существуют противоречивые сведения. В частности, издание Encyclopedia of Popular Music сообщает, что с 1973 года права на композиции Маккартни принадлежат только ему. В 2005 году стоимость каталога The Beatles, включающего более 200 песен, оценивалась в 400 миллионов долларов.
Каталог песен The Beatles вновь стал темой обсуждения после того, как в 2003 году начал функционировать онлайн-ресурс iTunes Store. Ещё в 1981 году Apple Corps подала в суд на Apple Computer, в связи со спорами о правомерном использовании торгового знака. Тогда компании договорились о том, что будут действовать каждая в своём секторе рынка (музыкальном и компьютерном) и не будут друг другу мешать. В 2003 году Apple Corps отказалась передавать каталог в iTunes Store в связи с возможным нарушением соглашения об использовании торгового знака (яблока). Только в 2007 году компании достигли соглашения. Apple Computer выплатила Apple Corps за право использования торгового знака 500 миллионов долларов. В 2010 году каталог The Beatles, наконец, появился на прилавках iTunes. Сумма сделки по передаче прав на продажу песен The Beatles оценивается в 100 миллионов долларов.

## Оценка и анализ

### Критика. Очерк творчества
На Западе мы думаем, что совпадения просто случаются — просто так случилось, что я сижу здесь, а ветер развевает мне волосы, и так далее. По Восточным представлениям, всё что случается, должно было случиться, и не бывает совпадений — даже самая мелочь происходит с умыслом. «While My Guitar Gently Weeps» стала небольшим исследованием в рамках этой теории. Я решил написать песню, взяв за основу первое, что увижу, раскрыв какую-нибудь книгу, — ведь эти слова должны иметь связь с текущим моментом в это время. Я взял книгу наугад, открыл и прочитал «тихо плачет», затем отложил книгу и принялся за песню.
Специалисты различают три этапа в творчестве The Beatles: до 1962 года, с 1962 по 1965 год и, наконец, после 1965 года (альбома Rubber Soul). Ранние работы группы тяготели, как и истоки их творчества, к классической диатонике, свойственной фолку, в рамках традиционной функциональной гармонии. Характерным для ранних песен было шаблонное для популярной музыки 32-тактное построение, типа ААВА (например, «Over the Rainbow»). Музыканты, имевшие хорошие вокальные данные в верхнем регистре, эксплуатировали сексуальную привлекательность, в особенности действовавшую на женскую аудиторию. В ранних альбомах The Beatles нередко использовали кавер-версии песен из репертуара гёрл-групп (например, «Devil in His Heart», «Please Mr. Postman»). При этом, исполняя «женские» песни, они не всегда пели их от лица исполнителя-мужчины, иногда на концертах оставляя оригинальный текст. Подобный подход также помогал найти взаимопонимание у девушек-поклонниц группы. Установить связь с публикой помогала и тематика ранних песен, которые часто исполнялись от первого лица.
Особенностью The Beatles как коллектива было то, что у них не было солиста: лидера-вокалиста или исполнителя. Ни один из членов ливерпульской четвёрки не получил специального музыкального образования, и они сочиняли песни, подбирая их на гитаре. Специалисты никогда не относили музыкантов The Beatles к числу исполнителей-виртуозов. Никто из трёх гитаристов группы никогда не достигал уровня таких мастеров, как, например, Дуэйн Эдди или Кит Ричардс. Часто для исполнения сложных партий в композициях группы приглашались сессионные музыканты. В отдельных произведениях партии лидирующей гитары исполняли Эрик Клэптон, клавишных — Билли Престон.
Начиная с 1965 года в композициях стали появляться нешаблонные построения, сложные переходы от одной части к другой, исполняемые в разных стилях и размерах. Стали отчётливо оформляться вступление и кода в песне. Наметилось тяготение к блюзовым мотивам. Обычный для популярной музыки возврат в конце куплета в тонику через доминанту становится необязательным. Стал отчётливо заметен переход к пентатонике, который музыканты почерпнули из ориентальных мотивов. Появлялись даже элементы атональной музыки. Карлхайнц Штокхаузен отмечал, что до The Beatles характерным было писать шлягеры в одной тональности. Леннон одним из первых в популярной музыке стал свободно использовать приём модуляции. Штокхаузен сравнил переходы Леннона в «эоловой каденции» в «Not a Second Time» с финалом «Песни о земле» Густава Малера. Профессор Роберт Голден назвал тональное построение на второй стороне Abbey Road поразительным. Здесь, несомненно, заметна рука Джорджа Мартина — разрешение между обычно конфликтующими тональностями A и С. Впрочем, при определённых нововведениях The Beatles оставались в рамках традиций. В то время, когда Red Krayola или Pink Floyd исследовали границы возможностей жанра в длинных инструментальных композициях, The Beatles, в целом, всё равно придерживались классической схемы: песня длиной около трёх минут, комбинация припев-куплет, сочетание вокала и инструментальной части. Пьеро Скаруффи полагал, что The Beatles, будучи вполне заурядными музыкантами, являлись квинтэссенцией мейнстрима и создавали именно то, что нравилось публике. «The Beatles не особенно интересная группа, вот их фанаты — это действительно феномен» — писал он.
С середины 1960-х годов от любовной лирики тексты переходят к социальным и философским проблемам. Источники вдохновения при создании текстов песен могли быть самые разные. Джон Леннон вспоминал о том, что некоторые его песни, в том числе «Lucy in the Sky with Diamonds» и «I Am the Walrus», были навеяны его любимой книгой детства «Алиса в Стране чудес». Поводом для создания песни могла стать и заурядная газетная заметка (например, «Happiness Is a Warm Gun» и другие). Очень распространённым мотивом в творчестве The Beatles стало то, что Михаил Бахтин называл принципом новеллизации. Песни, построенные в форме баллады, повествуют некую законченную историю из жизни («Norwegian Wood», «Girl» и другие). Одной из ключевых в творчестве группы стала композиция «A Day in the Life», воплощающая характерные для творчества группы мотивы: эксперименты в звукозаписи, использование симфонического оркестра, искусный звуковой монтаж и сюжет, почерпнутый из газетной заметки. Музыкальный критик Скаруффи назвал абсолютным шедевром и квинтэссенцией творчества «The Beatles» обе песни с сингла «Penny Lane/Strawberry Fields Forever», созданные в своей основе на автобиографических мотивах.

Формального совершенства мелодии достигли в изысканном, барочно-электронном сингле февраля 1967 года. Абсолютный шедевр, который так и не достиг первых позиций в хит-парадах. «Penny Lane» представляет собой вершину в стиле маньеризма: водевильный ритм, гипнотизирующая мелодия, ренессансные трубы, фольклорные флейты и треугольники. «Strawberry Fields Forever» — продуманно аранжированный психоделический эксперимент.
Оригинальный текст (англ.)The formal perfection of their melodies reached the sublime in 1967 with two 45s: the baroque/electronic Penny Lane/Strawberry Fields Forever, released in February, an absolute masterpiece that never reached the top of the charts… Penny Lane represents the apex of the Manneristic style: Vaudevillian rhythm, hypnotic melody, Renaissance trumpets, folkloristic flutes and triangles. Strawberry Fields Forever is a densely-arranged psychedelic experiment.

Описывая многообразие возможностей в палитре The Beatles, критики часто обращаются к альбому The Beatles: композиция «Back in the U.S.S.R.» исполнена как пародия на стиль группы The Beach Boys, и вообще её можно назвать «американской» песней. Значительное влияние на творчество The Beatles оказал Боб Дилан, и дань уважения его творчеству звучит в «Yer Blues». Также встречаются самопародия и ирония к собственным работам («Glass Onion»); «Honey Pie», созданная в стиле джаза 1920-х годов; фирменный юмор и игра слов, заключённая уже в названии песни («Dear Prudence»).
Истоки мелодики квартета можно найти в английском мюзик-холле и джазе, творчестве Бадди Холли и Элвиса Пресли. Группа развиваясь, прошла постепенно через акустический скиффл, рок-н-ролл и ритм-энд-блюз. В своём дальнейшем творчестве музыканты пришли к симфонической музыке и психоделической форме, фолку и индийским мотивам. Обратилась к экспериментам с электронной музыкой, семплированию и звуковым эффектам. Группе удалось добиться разнообразия и комбинации жанров, прежде не встречавшихся в популярной музыке. Смешение жёсткого «чёрного» американского ритма и «белой» мелодичной европейской музыки породило свой собственный стиль. Дирижёр и композитор Леонард Бернстайн писал: Эти парни являются лучшими композиторами со времён Франца Шуберта. Уолтер Эверетт так резюмировал их вклад в мировую музыку и культуру:

То, что они сделали с фразировкой, структурными контрапунктами, гармонической окраской, формальными экспериментами, тембральной характеризацией, текстурной и регистровой экспрессией, артикуляционным и динамическим диапазоном, игрой слов и манипулированием с электроникой, не просто оказалось новым и оказывающим влияние. Это было правильно. Все грани их мастерства находились в гармонии друг с другом и передавали именно то, что они хотели сказать, во всей глубине ожидаемого; утончённо, но без претензии. Это и делает их музыку вневременной, как Бах или Брамс. Что бы мы слушали, если бы Пол Маккартни не встретил Джона Леннона в июле 1957-го? К счастью, мы никогда не узнаем.
Оригинальный текст (англ.)What they did for melodic phrasing, structural counterpoint, harmonic coloring, rhythmic variety, formal experimentation, timbral characterization, textural and registral expression, articulative and dynamic range, word play, and electronic manipulation was not only novel and influential; it was usually just plain right. Every aspect of their craft seemed to work in harmony with the others to bring out exactly what they wished to communicate, at a depth that repays contemplation, at once rarefied and without pretension. And this is
what makes their music as timeless as that of Bach or Brahms. What would we be listening to today had1 Paul McCartney not met up with John Lennon in July 1957? Fortunately, we will never know.
— Уолтер Эверетт

### Влияние. Анализ

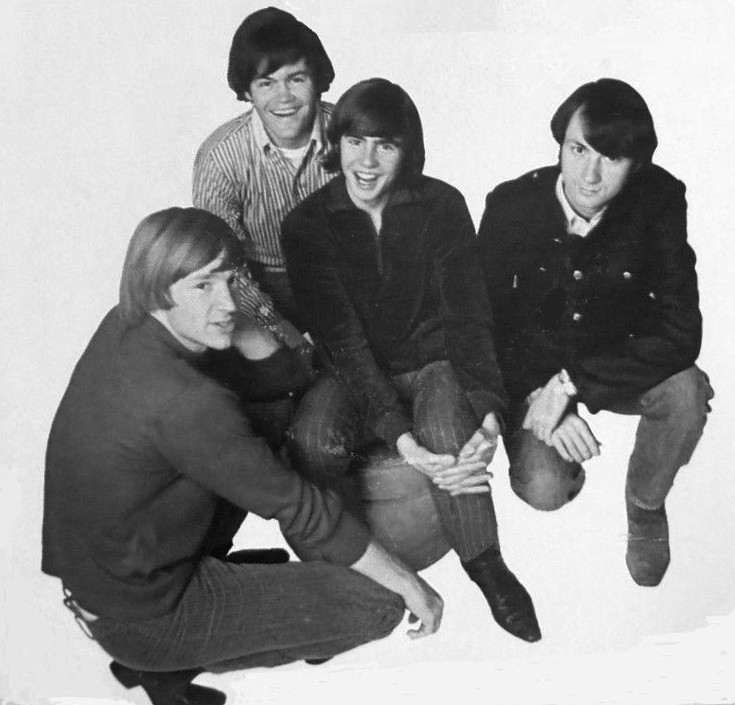
Американский «аналог» The Beatles — группа The Monkees

Феномен The Beatles оказал большое влияние на поп- и рок-музыку XX века, выйдя за рамки жанра популярной музыки и изменив всю мировую культуру. Майкл Кэмпбелл и Джеймс Броуди сравнили влияние The Beatles с той ролью, которую сыграл Бетховен. Специалисты часто выделяют эпоху «до» и «после» The Beatles.
Активная деятельность группы совпала с 1960-ми годами: временем социальных, политических и военных катаклизмов, больших перемен, связанных с новыми технологиями. Аарон Копленд писал: «Если хотите услышать мотив 60-х — поставьте The Beatles». Упоминая о первых больших молодёжных протестах 1960-х годов, волнениях в Беркли, проводят параллель с одновременным ростом популярности The Beatles в США. Именно в 1964 году был выпущен сингл «Can’t buy me love», ознаменовавший собой начало британского вторжения. Молодёжному движению нужна была творческая поддержка, и они её получили в лице ливерпульской четвёрки. Успех группы сформировал феномен «битломании» — «самого отчаянного проявления истерии вокруг звёзд». Во времена активной концертной деятельности это выражалось в фанатичном поклонении, которое мешало проведению концертов. В дальнейшем движение повлияло на многих, в том числе далёких от музыки людей. Они начали играть и формировать новые группы. Для молодёжи по всему миру The Beatles стали ролевой моделью. Успех группы был замечен и за «железным занавесом». Музыка The Beatles находила слушателей и там, хотя они мало издавались, а СМИ восточного блока отзывалась о The Beatles отрицательно, отождествляя их со всем негативным, что было в буржуазном мире.
Благодаря своему авторитету группа оказала значительное влияние на развитие технологий и музыкальный рынок. Фактически, на рубеже 1965—1966 годов, The Beatles стали пионерами работы в студии. Впервые возникло чёткое разделение на студийные и концертные композиции. При этом студийные композиции становились плодом тщательной работы звукоинженеров, сведения треков — того, что уже не могло быть воспроизведено на концерте. Одними из первых музыканты начали широко использовать возможности многодорожечной записи. The Beatles творили в эпоху, когда стереозвук начал вытеснять моно, 33⅓ долгоиграющие диски по популярности и доступности обходить меньшие и устаревшие форматы. Если во времена Элвиса Пресли на верхних позициях хит-парадов чаще находились синглы-«сорокапятки», то с середины 1960-х годов их начали вытеснять долгоиграющие пластинки. Благодаря влиянию The Beatles и Боба Дилана формат долгоиграющего альбома из десяти—двенадцати композиций стал повсеместно популярен у публики. С 1967 года радиостанции начали переходить к трансляции длинных композиций, система хит-парадов в том виде, как она существует сейчас, также сформировалась в начале 1960-х годов. The Beatles одними из первых начали разрабатывать понятие концептуального альбома как структуры, подчинённой общей идее.

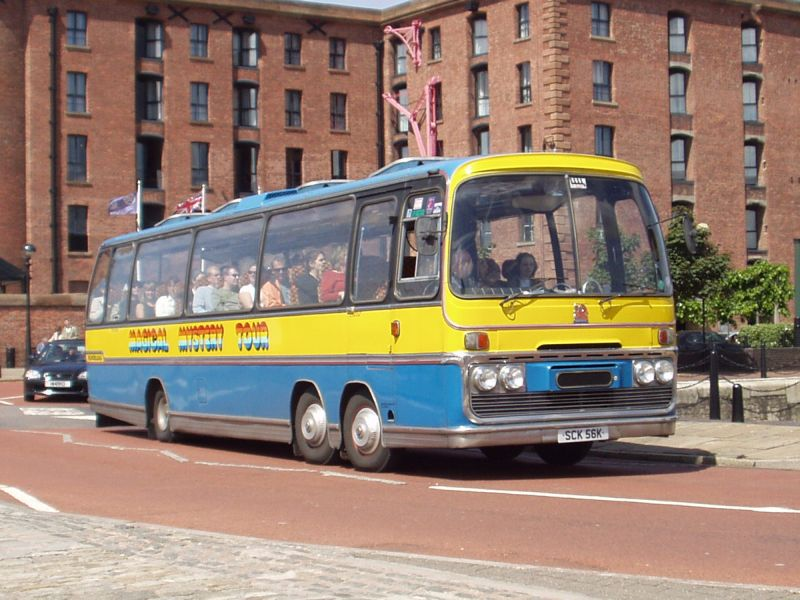
Автобус модели Bedford Val, аналогичный использованному в фильме «Magical Mistery Tour», на экскурсии в Ливерпуле (2000-е годы). Индустрия музыкального туризма принесла в 2013 году экономике Великобритании около 2,2 миллиардов фунтов и создаёт до 24 тысяч рабочих мест ежегодно. Одними из излюбленных для туристов являются места, связанные с памятью The Beatles

Своё влияние на становление и развитие The Beatles оказало то, в какой атмосфере они развивались. Специалисты отождествляют достижения четвёрки с успехом мерсибита в Великобритании и триумфом британского стиля во всём мире. Ливерпуль становится «музыкальным Эльдорадо». The Beatles также повлияли на моду в одежде и причёсках. Восприятию битлов не мешало то, что они говорили и пели с простонародным ливерпульским акцентом. Множество групп разных стилей в Британии и Ливерпуле формировали музыкальное пространство и идеи. На мастерстве и стиле The Beatles серьёзно сказались командировки в Гамбург. Успешной деятельности помогала конкуренция внутри и снаружи группы, Пол и Джон соревновались за право быть лидером группы с первых дней её существования. Примером стала работа над знаменитым синглом 1967 года: в ответ на «Strawberry Fields Forever», написанную Джоном, Пол сочинил «Penny Lane». Им не мешала в творчестве и разница в характерах, и подход к композиции. Так, известно, что Пол обычно начинал песню с музыки и потом писал слова, Джон — наоборот. Леннон больше внимания уделял лирике, охотно экспериментировал с авангардом, тогда как Маккартни был сторонником компромисса между стилем и предпочтениями массовой аудитории. «Битлы» прямо или заочно конкурировали с The Byrds, The Rolling Stones и Бобом Диланом и другими. Несмотря на это, отношения с соперниками были вполне дружескими. Так, Rolling Stones в ранние годы выступали на «разогреве» концертов The Beatles. В свою очередь, Джон и Пол «отдали» свою песню «I Wanna Be Your Man» Мику Джаггеру, и с ней группа впервые вошла в хит-парады в Великобритании. Очень известным стало заочное противостояние с группой The Beach Boys. По мнению критиков, альбомы Pet Sounds и Younger Than Yesterday во многом предвосхитили и вдохновили создание Sgt. Pepper.
После 1968 года концептуальные альбомы, схожие с Sgt. Pepper, появились у многих групп: Tommy (The Who), Odessey and Oracle (The Zombies), The Village Green Preservation Society (The Kinks) и другие. Брайан Мэй, вспоминая о записи «Bohemian Rhapsody», говорил, что Леннон был его кумиром, а The Beatles — «нашей библией». Ещё начиная со времён концертной деятельности группы у неё появилось множество подражателей, копировавших имидж и голоса битлов. Среди них можно отметить добившихся коммерческого успеха The Monkees, которых откровенно называли имитаторами The Beatles. Многие группы приобретали известность только на кавер-версиях: Yellow Matter Custard, Stars on 45. Обложка диска «The Abbey Road E.P.» (Red Hot Chili Peppers) была создана непосредственно под влиянием почти одноимённого альбома The Beatles. Список кавер-версий группы насчитывает сотни наименований.
Исследователи феномена The Beatles отмечали всю сложность критического восприятия вклада группы в мировую культуру. Здесь необходимо учитывать исключительный коммерческий успех, сопутствовавший их творениям, и то, что ливерпульская четвёрка полностью изменила форму и содержание рок-музыки XX века. Роль группы, прежде всего, заметна во влиянии на переходном периоде 1960-х годов, после которого рок-музыка стала совершенно другой. Таким образом, секрет успеха группы специалисты находили в исключительном богатстве жанров, умелом экспериментировании с формой и в особом мелодическом даре композиторов. Ян Инглис в своей книге отмечал то, что у группы была сверхъестественная способность, работая в одном направлении (например, в рок-н-ролле), улучшать и облагораживать звучание, выходя за рамки стиля. При этом у мелодий была особенность с первого прослушивания звучать знакомыми и даже иметь ностальгический оттенок.
Нововведения в тематике, близкой The Beatles и их последователям, позволили говорить о том, что они сформировали из рок-н-ролла рок, как отдельное понятие и высокое искусство. По утверждению Уилфрида Меллерса, The Beatles возвысили рок из танцевальных мелодий в ранг серьёзной музыки. Откликом на деятельность группы после 1967 года среди слушателей возникла и стала развиваться особая среда — сообщество знатоков и ценителей рок-музыки. Помимо этого стали появляться коллективы, ставившие целью имитировать или пародировать The Beatles, такие как The Analogues и The Rutles.

### The Beatles в СССР

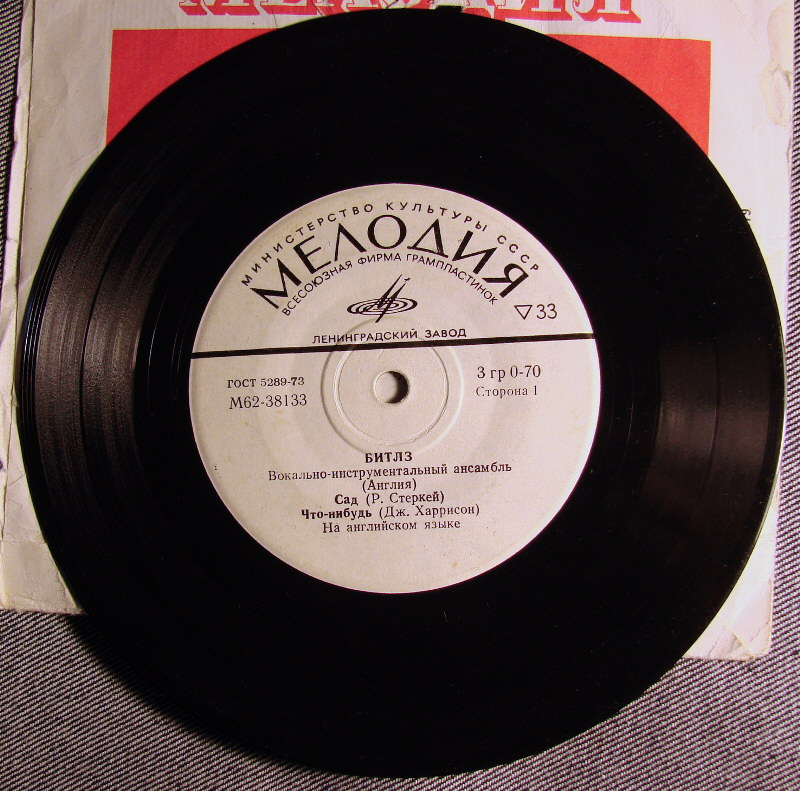
Миньон фирмы «Мелодия» с композициями The Beatles

В начале 1960-х заканчивалось время стиляг и увлечения джазом и стилем бибоп. Музыка The Beatles, появившись на культурном пространстве СССР, стала в значительной мере катализатором развития творческого андерграунда и русского рока в частности. Пластинки и мелодии британской группы начали проникать за железный занавес уже с 1962—1963 года. В этом процессе была велика роль западных радиостанций и тех, кто мог привозить свежие записи группы из-за рубежа. Так же, как подростки из Мерсисайда перепевали Чака Берри, советские рокеры подбирали на слух «She Loves You». На репертуар и предпочтения влияли и гастролировавшие рок-группы из социалистических стран, куда западные пластинки попадали ещё раньше. Первые ласточки советского бигбита: «Славяне» и «Сокол» формировали свой репертуар в том числе и на композициях The Beatles. Александр Градский отмечал, что мелодии The Beatles заполнили вакуум востребованной молодёжной музыки в середине 1960-х, также сказалась и мелодичность песен британской группы. По мнению Артемия Троицкого, именно поэтому Rolling Stones, исповедовавшие другой творческий подход, никогда не конкурировали с The Beatles в той же мере за советского слушателя.

Я очень хорошо помню силу магии, исходившей от всего, что было связано со словом «Битлз» в конце 60-х. В газетах ругали «пресловутых жучков», а в классе по рукам ходила, наверное, в десятый раз переснятая фотка с четырьмя лицами. Фотка была захватана, изломана, подклеена и состоянием своим напоминала старую икону. Где на ней Леннон, где Маккартни, понять было уже невозможно. Но это не имело значения. Как от старой иконы, от неё шла сила, заставлявшая нас часами вглядываться в еле проступающие лица «Битлов».
— Андрей Макаревич
Битломания в СССР имела схожие проявления с тем, что происходило на Западе и во всём мире. Также копировались причёски и манера одеваться. Распространению популярности группы не мешал недостаток достоверной информации об истории группы и биографии её членов. «На фоне постоянных запретов и почти полного отсутствия информации создалась уникальная ситуация, при которой у нас в СССР образовалась многомиллионная армия поклонников „Beatles“, ни разу не видевших своих кумиров ни живьём, ни на экране в действии»: вспоминал Максим Капитановский. По стране ходили анекдоты и мифы о Битлз. Так весьма популярной была легенда о тайном посещении английской группы СССР, якобы имевшем место во время перелёта в Японию, и закрытом концерте для номенклатуры. Поводом для легенды послужила песня «Back in the U.S.S.R.». Об истории группы, её расцвете и распаде советские любители музыки могли судить только по обрывкам информации.
Поначалу официальные власти СССР не жаловали The Beatles. В 1960-х советской прессе о них отзывались весьма негативно, называя «жучками». «„Биттлз“ — ещё одно из многочисленных средств, используемых на Западе для одурманивания молодёжи, отвлечения её от серьёзных общественных задач…»: писала в 1964 году газета «Музыкальная жизнь». В том же году в «Литературной газете» Никита Богословский опубликовал разгромную статью о «навозных жучках». В журнале «Крокодил» в марте 1964 года появилась публикация «Жучки-ударники и жук-претендент», в которой «Биттлз» сравнивалась с нелюбимым советскими кругами лидером правого крыла Республиканской партии США Голдуотером (против которого группа выступала): «И те, и Голдуотер обращаются к самым низменным сторонам человеческой натуры, умеют только вопить и полагаются главным образом на рекламу».
С середины 1960-х, когда в композициях группы всё явственнее стали звучать социальные ноты, в СССР к ним стали относиться более терпимо. 20 июня 1965 года в Париже заслуженный деятель искусств РСФСР А. П. Конников после концерта группы дал ей положительную оценку, заявив, что «The Beatles» «музыкальны, артистичны, прекрасно играют на гитарах». В феврале 1966 года в еженедельнике «Неделя» появилась статья «Бит: две стороны одного течения», автор которой А. Дряхлов констатировал, что «с лёгкой руки „битлов“ бит с молниеносной быстротой распространился по странам западного мира и из манеры исполнения превратился в своего рода социальное явление». 2 сентября 1966 года в «Правде», печатном органе ЦК КПСС, появилась статья советского журналиста-международника О. Л. Орестова «Думы и тревоги английской молодёжи», в которой приводились примеры положительного влияния группы на сознание молодёжи: позитивный отзыв Джона Леннона об СССР, отказ группы петь на юге США в знак протеста против недопуска на их концерт негров, выступление Джорджа Харрисона против участия американских солдат во Вьетнамской войне. В 1967 году в журнале «Наука и религия» появилась статья С. Горского «Битлы под анафемой», в которой указывались причины антибитловской кампании в США: антихристианство битлов, публичная критика ими расизма в США и американской агрессии во Вьетнаме. Наконец, в «Музыкальной жизни» (официальный орган Министерства культуры СССР и Союза композиторов СССР) появилась тиражом 149400 экз. статья музыковеда Л. Б. Переверзева, в которой критиковался подход советской прессы 1964—1965 годов в отношении группы — критика «The Beatles» без попыток анализа (а часто и без прослушивания) их песен.
Мотивы песен Леннона и Маккартни звучали в советских фильмах и мультфильмах. Первые записи битловских песен неофициально распространялись с начала 1960-х на использованных медицинских рентгеновских снимках, которые назывались «музыка на костях». Дебютной песней на официальной пластинке, изданной в СССР в 1967 году, стала «Girl». В 1969 году в СССР тиражом 550 тыс. экз. в журнале «Ровесник» (официальном органе ЦК ВЛКСМ и Комитета молодёжных организаций СССР) были опубликованы ноты, английский оригинальный текст и русский перевод песни группы «Леди Мадонна». В 1970 году «Ровесник», а также издательства «Музыка» и «Советский композитор» выпустили ноты и русский перевод песни «Снова в СССР». Всего за 1966—1970 годы в СССР вышли 32 публикации нот и текстов (на английском, русском, украинском, эстонском и литовском языках) 14 битловских песен общим тиражом 3 664 150 экз. Впервые в СССР отдельная пластинка The Beatles была издана фирмой «Мелодия» в формате миньон в 1974 году (название группы указано не было). Первый полный альбом А Hard Day’s Night был издан в СССР уже в эпоху гласности — в 1986 году.
Советская власть пыталась использовать музыку группы в пропагандистских целях как пример бунта западной молодёжи. Например, фрагмент песни «Любовь купить нельзя» служил заставкой к телепередаче «В объективе Америка».
Целое поколение советских музыкантов относится к тем, кто взял в руки гитары, начал играть и изменил свой взгляд на поп- и рок-музыку под влиянием ливерпульской четвёрки: Андрей Макаревич, Борис Гребенщиков, Юрий Шевчук, Юрий Башмет, Владимир Матецкий, Григорий Гладков, Александр Зацепин и многие другие. Как вспоминал неофициальный «главный фанат Beatles» на территории СССР и создатель первого музея группы Коля Васин, после первого прослушивания музыки Леннона и Маккартни: «Я понял, что всё, кроме „Битлз“, было насилием надо мной». По мнению Алексея Козлова, советский рок собственно начался с «Битлз». Значительным было влияние группы также на последующую перестройку и гласность. По мнению исследователя Джона Прадоса, The Beatles оказали своим творчеством влияние на распад Советского Союза и всего восточного блока. Американский режиссёр Лесли Вудхед в своей книге «Как „Битлз“ потрясли Кремль» написал о том, что битломания подмыла устои коммунистического общества и помогла вырасти новому свободному поколению.

### Джордж Мартин

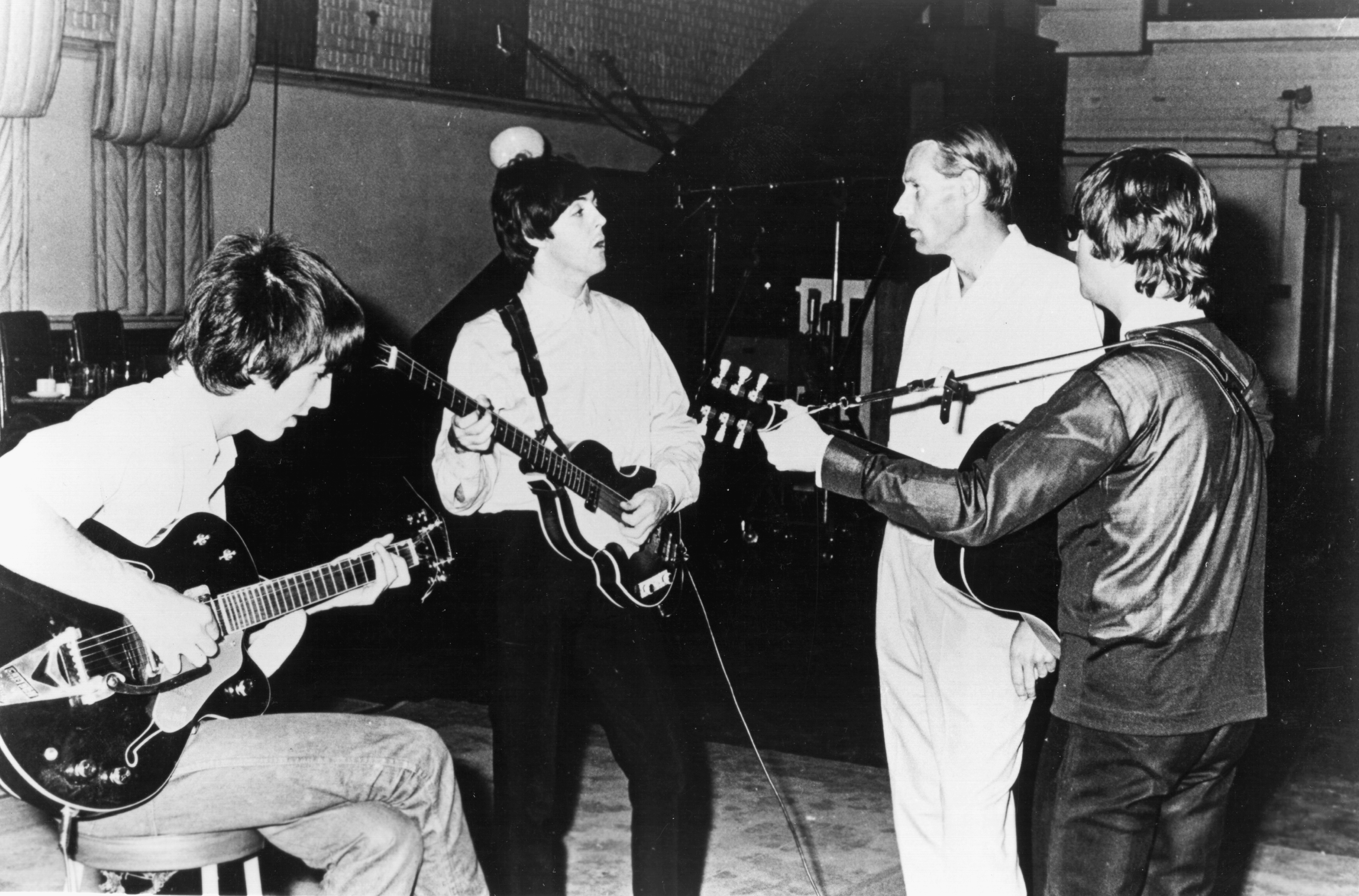
The Beatles и Джордж Мартин в студии

Роль, которую сыграл Джордж Мартин в истории коллектива, позволила исследователям называть его, как и Эпстайна — «пятым битлом». Влияние Мартина распространялось за рамки формальных обязанностей продюсера звукозаписи (англ. record producer) — он был также аранжировщиком, музыкантом и композитором. Интеллект и разностороннее образование во многих направлениях, от модерна до оперетты, дали ему возможность отшлифовывать сырые идеи, с которыми к нему приходили члены коллектива. Благодаря своим связям в музыкальном мире Мартин играл ключевую роль маркетингового директора, занимаясь раскруткой группы, причём даже более важную роль, чем тот, кому это полагалось по должности — Эпстайн. Из обычной «клубной» группы хороших исполнителей, стилистически типичных для своей эпохи, Мартин создал коллектив, изменивший лицо рок-музыки.
Ринго Старр вспоминал о том, что Мартин был единственным допущенным во внутренний круг The Beatles. Как правило, Мартину первому исполняли новую песню (обычно на акустической гитаре), и он давал предварительную оценку. Именно он определял важные моменты для восприятия композиций и будущих альбомов: вступительную и заключительную музыкальную фразу, а также порядок композиций в будущем альбоме, с тем, чтобы альбом начинался и заканчивался наиболее броским материалом. Одно небольшое изменение могло поменять восприятие. В ранних работах рука Джорджа Мартина не столь заметна, но без него они бы звучали совсем иначе. Например, вступительный ударный аккорд в «A Hard Day’s Night» — одно из многих изобретений Мартина. В дальнейшем, когда группа превратилась в студийную, значение продюсера стало критически важным. Мартин записал и аранжировал «A Day in the Life» и «Strawberry Fields Forever» такими, какими мы их слышим сейчас. Во многих треках Мартин принимал участие как исполнитель, в частности, его соло на клавишных можно услышать в «In My Life». Выход очередного альбома в свет был возможен только после подтверждения Мартина, в качестве последней инстанции. Он мог и не дать разрешения выпустить песню группы, считая её слишком слабой для уровня группы («Tip of My Tongue»). При этом он всегда старался избегать авторитарного стиля руководства, поощряя любое разумное творческое начало в коллективе. Хаос, царивший при записи альбома Get Back (Let it be), отчётливо иллюстрировал ту роль, которую играл в истории группы Джордж Мартин. Сам Мартин остался глубоко разочарован работой Фила Спектора, продюсировавшего этот альбом.
Пьеро Скаруффи писал о Мартине:

Он был истинным гением, стоявшим за музыкой The Beatles, способным обратить их снобистское отношение, их ребяческую самонадеянность, их мимолётный энтузиазм в музыкальные идеи. Он превращал их второразрядные мелодии в монументальные и причудливые аранжировки.
Оригинальный текст (итал.)E' lui, in questo periodo, il vero genio musicale dei Beatles, capace di trasformare le loro pose snob, le loro puerili presunzioni, i loro effimeri entusiasmi, in idee musicali. E' lui a trasformare le loro melodie di seconda mano in monumenti di arrangiamenti eccentrici.
Оригинальный текст (англ.)He was the true genius behind the music of The Beatles. Martin transformed their snobbish disposition, their childish insolence, their fleeting enthusiasm into musical ideas. He converted their second hand melodies into monumental arrangements.

Джордж Мартин участвовал в подготовке всех альбомов The Beatles, кроме последнего. Он также работал над подготовкой первого релиза на компакт-дисках 1987 года и над проектом «Love». Однако, когда в 1995 году его пригласили принять участие в подготовке издания Anthology, он отказался из-за возникших с возрастом проблем со слухом.

### Инструменты и работа в студии
Марка гитары, на которой учился играть Леннон, достоверно не сохранилась в истории, но его вторая гитара (как и первый инструмент Харрисона) была подержанная испанская Gallatone Champion с металлическими струнами. Первая гитара Маккартни — голландская Rosetti Solid 7. Именно на ней он начал играть как правша, и перевернул струны на зеркальное расположение, заметив, что так ему гораздо удобнее. Первым профессиональным инструментом Маккартни была бас-гитара в форме скрипки Höfner. Начиная с 1964 года, когда группа стала проводить больше времени в студии, Пол стал всё чаще использовать другие инструменты. Он приобрёл электрогитару Epiphone Casino (впервые она использовалась для записи «Help!») и акустическую Epiphone Texan. В отдельных случаях Пол использовал гитару Rickenbacker. В ранние годы The Beatles Леннон в основном вёл партию ритм гитары на Rickenbacker Capri (была приобретена в 1960) и акустической Gibson Jimbo. В поздние годы он также играл на Epiphone Casino.
Джордж как соло-гитарист группы использовал широкую гамму инструментов. Он начинал играть на Gretsch Country Gentleman. В 1964 году он перешёл на 12-струнную гитару Rickenbacker. C 1965 года он использовал Fender Stratocaster (соло на ней можно, например, услышать в «Nowhere Man») и акустическую Ramírez, с нейлоновыми струнами. Ринго Старр начиная с 1963 года использовал ударную установку Ludwig Super-Classic. На клавишных в The Beatles играли Джон и Пол, в некоторых треках Джордж Мартин и сессионные музыканты. В качестве основного инструмента группа использовала Vox Continental и, позднее, студийный орган Hammond B-3.
С современной точки зрения The Beatles начинали записывать и исполнять на весьма примитивной технике. В то время ещё не существовало мониторов и они не слышали себя во время концертов на стадионах. Первые два альбома The Beatles были записаны на двухдорожечном магнитофоне в монозвуке, при полностью живом исполнении (голос+инструменты). Обработка была минимальной. Тяжёлый концертный график группы не позволял уделять много внимания студийной работе. С 1963 года The Beatles начали практиковать раздельную запись на четыре дорожки. C 1968 года стала доступной техника, записывающая на 8 дорожках, и The Beatles стали одними из первых, кто стал это использовать. С альбома «Help!» голос и инструменты стали записывать раздельно и музыканты сразу ощутили богатство и свободу возможностей того, что называется overdubbing (раздельная запись и наложение треков). The Beatles полностью отошли от условного стандарта «гитарной группы» (бас-, лидер-, ритм-гитара + ударные). Теперь не обязательно было собираться всем вместе для записи, и музыканты могли отдельно отшлифовывать каждый свою партию. Расширились возможности по записи необычных в практике рок-музыкантов инструментов: ситара, свармандала, меллотрона и даже стеклянной бутылки.
С 1965 года EMI отдала студию на Эбби Роуд в неограниченный доступ группе, и они могли работать там столько, сколько считали нужным. Одними из первых The Beatles стали широко использовать электронные устройства и эффекты: запись с разными скоростями, в разных направлениях и в кольце; семплы для подготовки треков; fuzz-box (дисторшн), синтезатор Moog. В композиции «I Feel Fine» впервые был использован эффект feedback (обратной связи). Во время записи Revolver инженер студии Кен Таунсенд изобрёл приём ADT, который в дальнейшем стал широко использоваться музыкантами. Музыканты постоянно искали новое, изучали возможности студийной техники и расширяли диапазон возможностей. Маккартни вспоминал:

Мы всегда говорили: «Попробуйте, просто попробуйте. Будет звучать плохо — ладно, забудем. Но ведь может выйти хорошо». Мы всегда стремились вперёд: громче, глубже, дольше, больше, иначе.
Оригинальный текст (англ.)We would say, 'Try it. Just try it for us. If it sounds crappy, OK, we'll lose it. But it might just sound good.' We were always pushing ahead: Louder, further, longer, more, different.

### Награды и достижения
В списке величайших альбомов Rolling Stone 500 первое место занимает Sgt. Pepper’s Lonely Hearts Club Band. Ещё четыре альбома группы в числе первых пятнадцати: Revolver, Rubber Soul, The Beatles, Abbey Road — заняв соответственно 3-е, 5-е, 10-е и 14-е места. The Beatles также занимают первое место в списке 50 величайших исполнителей. Группа завоевала десять наград Грэмми. Фильм Let It Be на музыку The Beatles получил премию Оскар.
В честь группы названы улицы и площади некоторых городов. Так, имя группы носит площадь в Гамбурге, в районе Репербан.
В 1988 году группа была принята в Зал славы рок-н-ролла.
В списке журнала Rolling Stone 500 лучших песен всех времён и народов больше всего песен The Beatles — 23. К 1994 году песня Пола Маккартни «Yesterday» более шести миллионов раз исполнялась на радиостанциях в США. К 1986 году было известно о более чем 2000 кавер-версий этой композиции. Hey Jude занимает восьмое место в списке Rolling Stone’s 500 Greatest Songs. Она девять недель находилась на первой позиции хит-парадов Billboard (дольше, чем любая другая песня группы) и как сингл была продана в количестве около 8 миллионов копий.
В период с 1964 по 1966 год синглы The Beatles семнадцать раз попадали в хит-парад top 50 британского журнала Melody Maker и сорок шесть раз в хит-парад top 100 американского Billboard. Продажи альбома The Beatles в США достигли 19 миллионов экземпляров. Всего шесть альбомов группы (включая компиляции) получили статус «бриллиантового» (продажи свыше 10 миллионов). По этому показателю к The Beatles приближается только Led Zeppelin (пять альбомов). The Beatles заняли первое место в юбилейном хит-параде Billboard Hot 100 за 50 лет его существования.
В 1998 году вся группа попала в список журнала Time Герои и кумиры XX века.
В январе 2014 года Пол Маккартни и Ринго Старр получили почётную премию Грэмми за вклад в развитие популярной музыки XX века.

## Состав группы
Основные участники

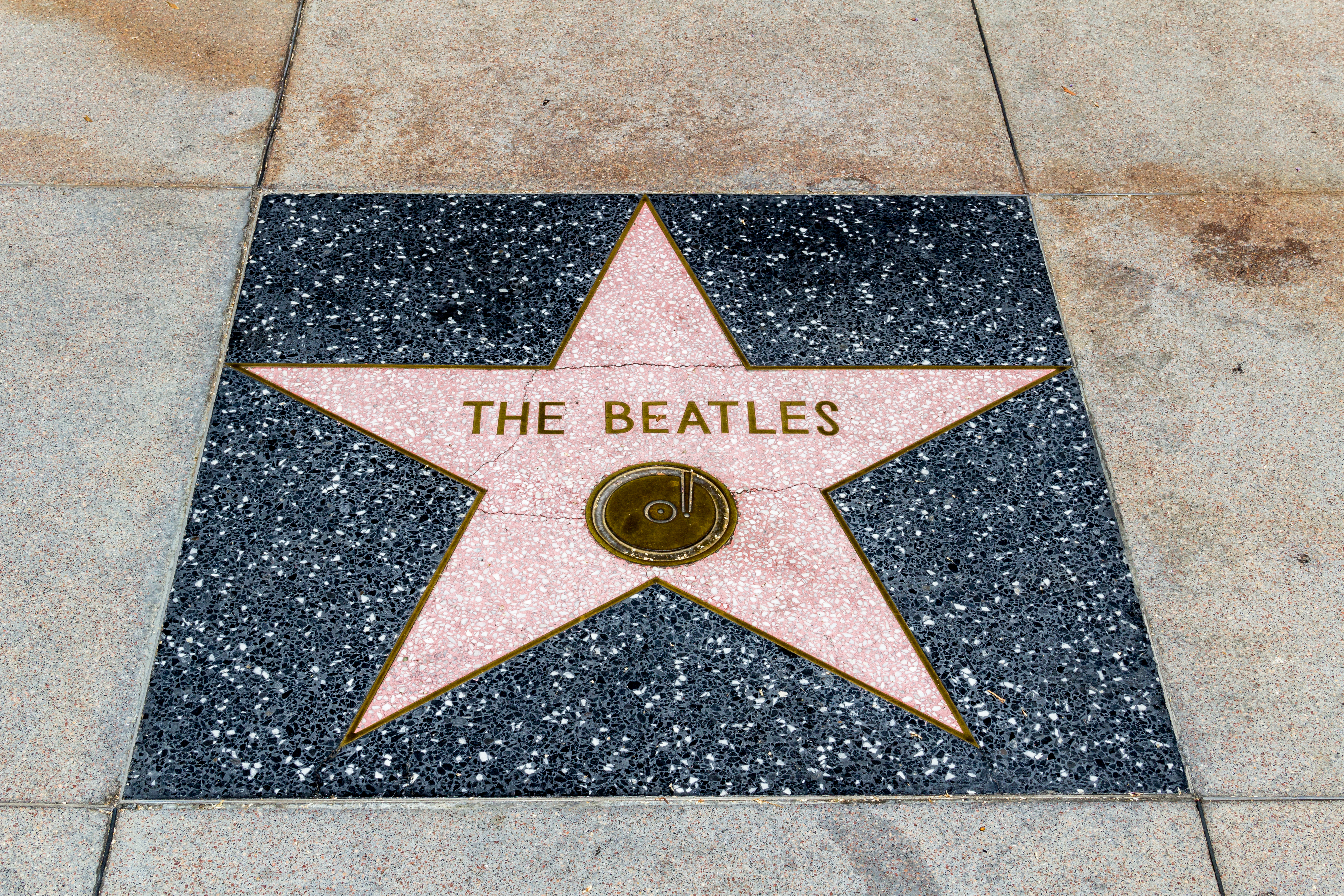
Звезда The Beatles на голливудской «Аллее славы»

- Джон Леннон — вокал, гитара, клавишные, губная гармоника, бас-гитара (1960—1969; умер в 1980)
- Пол Маккартни — вокал, бас-гитара, гитара, клавишные, ударные (1960—1970)
- Джордж Харрисон — гитара, вокал, ситар, клавишные, бас-гитара (1960—1970; умер в 2001)
- Ринго Старр — ударные, перкуссионные инструменты, вокал (1962—1970)

Участники ранних составов
- Стюарт Сатклифф — бас-гитара (1960—1961; умер в 1962)
- Пит Бест — ударные, вокал[258] (1960—1962)

Временные участники
- Томми Мур (умер в 1981 году) и Норман Чепмен (умер в 1995 году) были предшественниками Беста в качестве временных барабанщиков в Silver Beetles/Beatles, пока Бест не присоединился к группе в августе 1960 года[259][260].

- Чес Ньюби (умер в 2023 году) играл на бас-гитаре с The Beatles в течение короткого периода живых выступлений в декабре 1960 года, заменяя Сатклиффа, когда тот оставался в Гамбурге[261][262].
- Джимми Никол временно заменил Старра в июне 1964 года на пяти концертах мирового турне The Beatles 1964 года[англ.][263]
- Билли Престон (умер в 2006 году) играл на клавишных в группе Beatles в 1969 году.

## Дискография
Указаны только официальные студийные альбомы, изданные в Великобритании во время существования группы; более подробная дискография представлена в основной статье.
| Год  | Название                              | Примечания                                                                          |
| ---- | ------------------------------------- | ----------------------------------------------------------------------------------- |
| 1963 | Please Please Me                      | Студийный альбом                                                                    |
| 1963 | With The Beatles                      | Студийный альбом                                                                    |
| 1964 | A Hard Day’s Night                    | Студийный альбом; саундтрек к одноимённому фильму                                   |
| 1964 | Beatles for Sale                      | Студийный альбом                                                                    |
| 1965 | Help!                                 | Студийный альбом; саундтрек к одноимённому фильму                                   |
| 1965 | Rubber Soul                           | Студийный альбом                                                                    |
| 1966 | Revolver                              | Студийный альбом                                                                    |
| 1967 | Sgt. Pepper’s Lonely Hearts Club Band | Студийный альбом                                                                    |
| 1967 | Magical Mystery Tour                  | Студийный мини-альбом, звуковая дорожка к одноимённому фильму                       |
| 1968 | The Beatles                           | Студийный альбом (две пластинки), известен также как «White Album» («Белый альбом») |
| 1969 | Yellow Submarine                      | Студийный альбом, саундтрек к одноимённому фильму                                   |
| 1969 | Abbey Road                            | Студийный альбом                                                                    |
| 1970 | Let It Be                             | Студийный альбом, саундтрек к одноимённому фильму                                   |

## Фильмография
В данном списке представлены официально выпущенные фильмы с участием The Beatles.
| Год  | Русское название                   | Оригинальное название          | Примечания                             |
| ---- | ---------------------------------- | ------------------------------ | -------------------------------------- |
| 1964 | Вечер трудного дня                 | A Hard Day’s Night             | Художественный кинофильм               |
| 1965 | На помощь!                         | Help!                          | Художественный кинофильм               |
| 1967 | Волшебное таинственное путешествие | Magical Mystery Tour           | Художественный телефильм               |
| 1968 | Жёлтая подводная лодка             | Yellow Submarine               | Мультипликационный фильм               |
| 1970 | Пусть будет так                    | Let It Be                      | Документальный кинофильм               |
| 1995 | Антология The Beatles              | Anthology                      | Документально-биографический телефильм |
| 2016 | «Битлз: Восемь дней в неделю»      | The Beatles: Eight Days a Week | Документально-биографический телефильм |
| 2021 | «Битлз: Вернись»                   | The Beatles: Get Back          | Документальный мини-сериал, телефильм  |